# Beetzseeheide
Beetzseeheide [beːʦeːˈhaɪ̯də] ist eine Gemeinde mit etwa 650 Einwohnern im Landkreis Potsdam-Mittelmark in Brandenburg. Sie entstand 2002 durch den freiwilligen Zusammenschluss der Gemeinden Butzow, Gortz und Ketzür im Vorfeld der geplanten brandenburgischen Gemeindegebietsreform 2003 und gehört zum Amt Beetzsee.
Eine Besiedlung des Raumes um den Beetzsee ist bereits für die Steinzeit belegt. Die erste Erwähnung eines zur Gemeinde gehörenden Ortes stammt aus dem Jahr 1161, als Mötzow dem Domkapitel Brandenburg überschrieben wurde. Namensgeber für die Gemeinde waren der zur Stadt Brandenburg an der Havel gehörende Beetzsee, ein Rinnensee an dessen Ufern sie liegt, und die bewaldete Heidelandschaft im Norden. Die Landschaften Beetzseeheides wie die Beetzseerinne, Feuchtgebiete und Hochflächen sind überwiegend eiszeitlich geprägt. Weite Flächen sind als Naturpark, Landschafts- oder Naturschutzgebiet, mehrere historische Gebäude als Baudenkmale unter Schutz gestellt. Die Gemeinde führt bislang kein eigenes Wappen.

## Geografie

### Geografische Lage
Beetzseeheide hat eine Fläche von über 37 Quadratkilometern und besteht aus zwei voneinander getrennten Gemeindeflächen. Der namensgebende, zur kreisfreien Stadt Brandenburg an der Havel gehörende Beetzsee teilt es in ein größeres nördliches und ein kleineres südliches Gebiet. Die Gemeinde liegt im Norden des Landkreises Potsdam-Mittelmark an der Grenze zum Landkreis Havelland etwa fünf bis zehn Kilometer nordöstlich der Mittelstadt Brandenburg an der Havel, des Oberzentrums der Region.
Außerdem liegt Beetzseeheide etwa 35 Kilometer westlich der Stadtgrenze der Bundeshauptstadt Berlin und im westlichen Bereich der Metropolregion Berlin/Brandenburg. Das Beetzseeufer hat je nach Wasserstand eine Höhe von durchschnittlich 28 bis 29 Metern über Normalnull. Der höchstgelegene Punkt Beetzseeheides ist der 77,2 Meter hohe Butzower Berg im Nordwesten. Die Erhebung ist Teil einer eiszeitlich gebildeten Hügelkette, die nach Südwesten bis in die Nachbargemeinde Beetzsee beziehungsweise nach Havelsee reicht. Diese Hügelkette stellt einen südwestlichen Ausläufer der Nauener Platte dar. Zwischen den Hügeln liegen Trockentäler. Nordwestlich davon befindet sich das Gletscherzungenbecken beziehungsweise die Schmelzwasserrinne des Marzahner Fenns, durch dessen Talsohle die Gemeindegrenze zu Havelsee verläuft.

### Gemeindegliederung und Nachbarstädte und -gemeinden

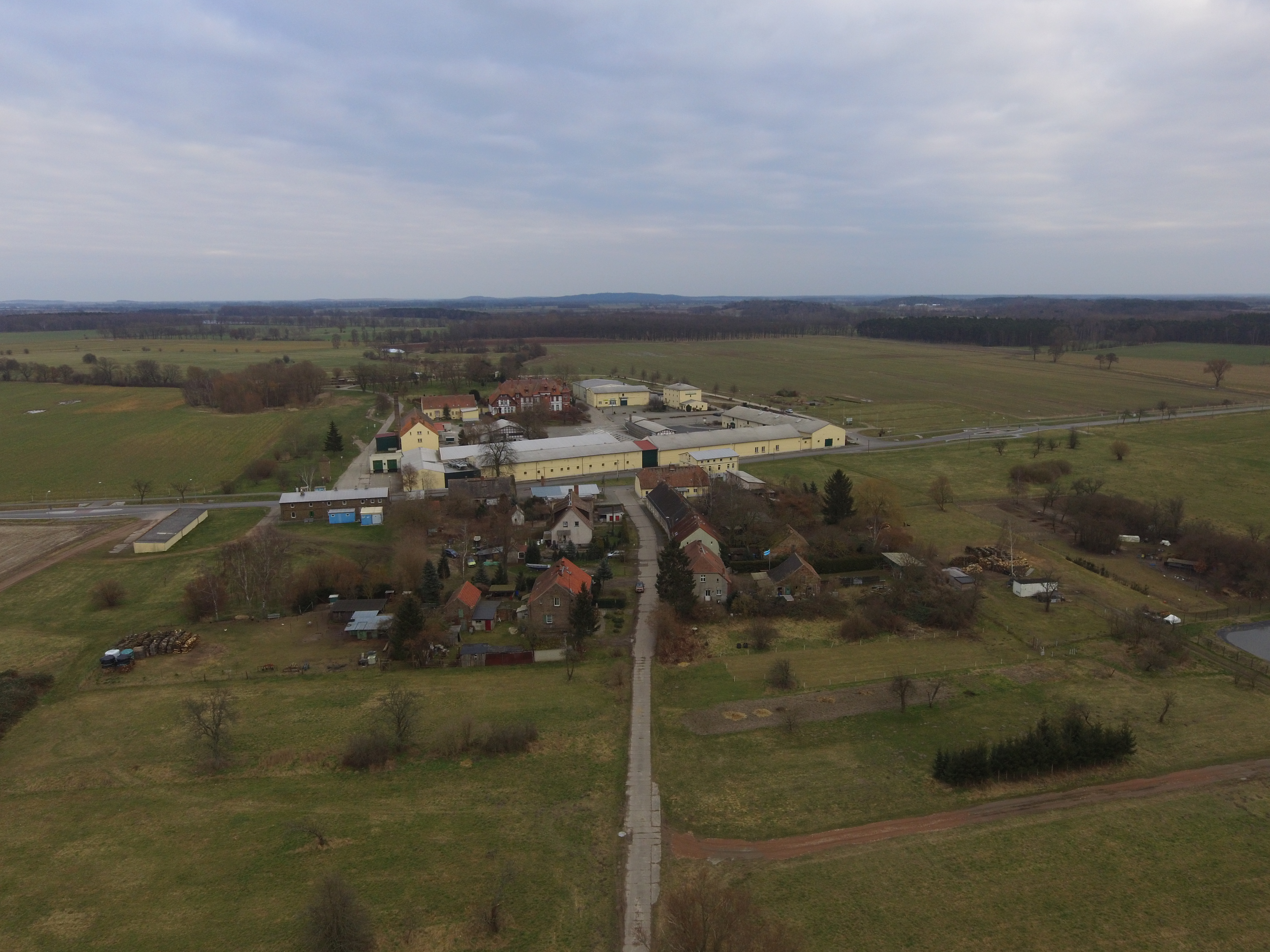
Blick auf den Gemeindeteil Mötzow

Beetzseeheide gliedert sich in drei Ortsteile und einen Gemeindeteil. Die drei Dörfer Butzow, Gortz und Ketzür liegen in der nördlichen der beiden Gemeindeflächen nordwestlich des Sees und sind administrativ Ortsteile. Das vor dem Zusammenschluss zur Gemeinde Butzow gehörende Dorf Mötzow stellt einen Gemeindeteil dar. Dessen Gemarkung liegt in einer kommunalen Exklave südlich beziehungsweise östlich des Beetzsees. Beetzseeheide gehört zum Amt Beetzsee, dem noch die Stadt Havelsee und die Gemeinden Beetzsee, Päwesin und Roskow angehören.
An die Gemeinde Beetzseeheide grenzen im Uhrzeigersinn folgende Ortschaften: im Süden die kreisfreie Stadt Brandenburg an der Havel, im Westen und Norden des südlichen Gemeindeteils sowie im Süden des nördlichen Gemeindeteils der ebenfalls vollständig zur Stadt Brandenburg gehörende Beetzsee, im Westen des nördlichen Gemeindeteils die Gemeinde Beetzsee mit dem Ortsteil Radewege und die Stadt Havelsee mit Marzahne. Die Stadt Havelsee und die Gemeinde Beetzsee gehören zum Landkreis Potsdam-Mittelmark. Im Norden liegt die zum Landkreis Havelland gehörende Gemeinde Märkisch Luch mit den Ortsteilen Garlitz und Barnewitz. Östlich liegen nördlich des die Gemeinde teilenden Beetzsees Päwesin mit Bollmannsruh und südlich des Sees Roskow mit Lünow und Grabow. Päwesin und Roskow gehören zum Landkreis Potsdam-Mittelmark.

### Geologie
Der zentrale Teil der Gemeinde liegt in einer subglazialen Rinne, in der sich der Beetzsee als typischer Rinnensee bildete. Diese Rinne entstand während der Weichselkaltzeit und verläuft zunächst von Nordosten in südwestliche Richtung. Knapp unterhalb Butzows knickt sie nach Süden ab.
Daneben dominieren im Norden Ausläufer der ebenfalls eiszeitlich gebildeten hügeligen Hochflächen der Nauener Platte das Bild. Zur Nauener Platte gehören drei parallele von Nordosten nach Südwesten verlaufende Hügelketten. Diese wurden von vorrückenden Gletschern in rückwärtig nachfolgenden Randlagen der Eisrandlage 2 in der Brandenburg-Phase der Weichselkaltzeit geformt. Die nordwestlichste der drei Hügelketten mit dem Broseckenberg (66,8 m) und der Stauchmoränenkuppe Butzower Berg lässt sich in südwestlicher Richtung bis zum an der Eisrandlage 2 geformten Schwarzen Berg verfolgen. Sie bildet den südöstlichen wallartigen Rand des Marzahner Gletscherzungenbeckens.

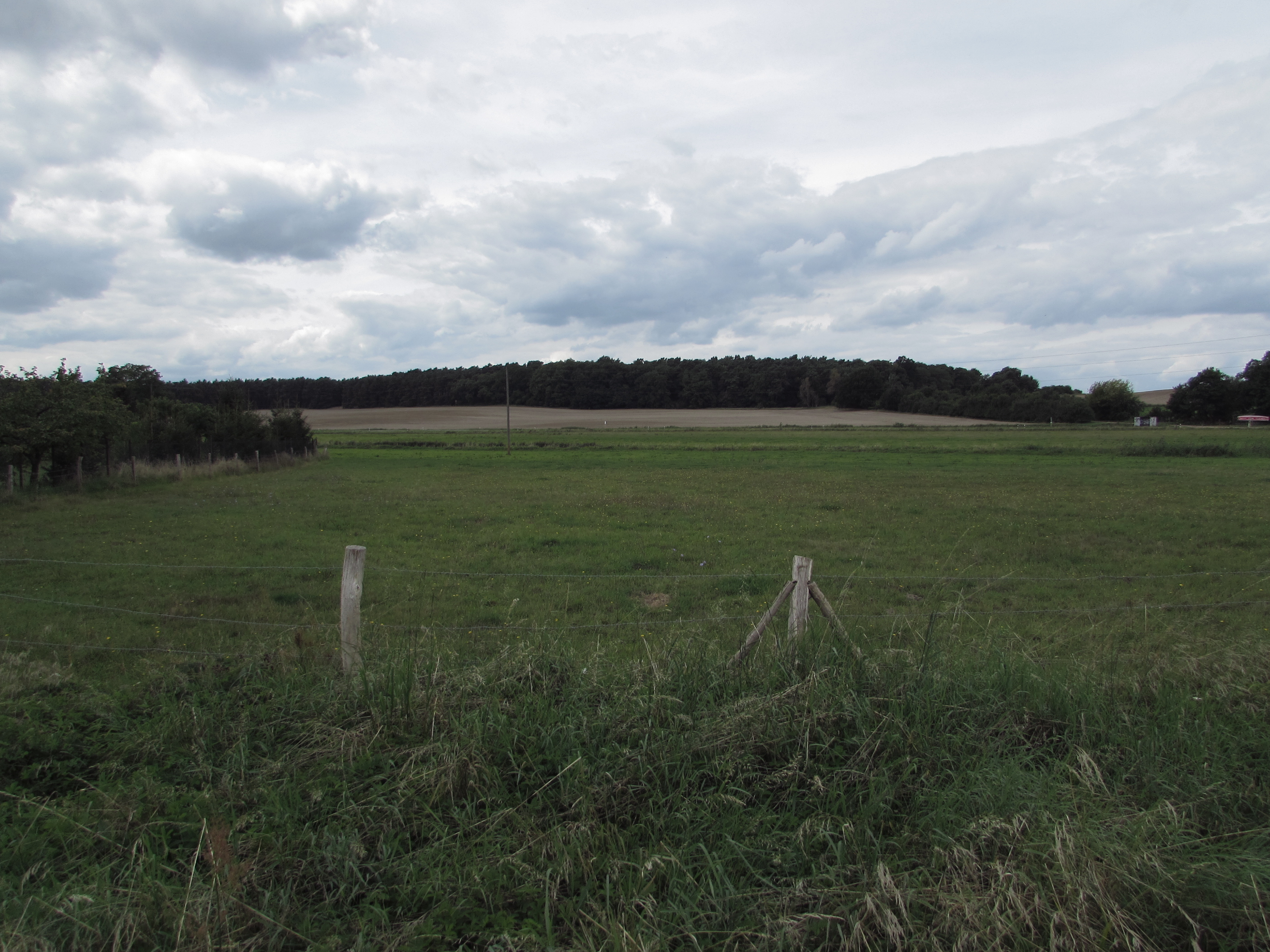
Der Mosesberg als Teil einer eiszeitlichen flachen Hügelkette

Eine zweite Hügelkette erstreckt sich vom Mühlberg (61,9 Meter) nördlich von Ketzür über den Mosesberg (62,9 Meter) zum ebenfalls an der Eisrandlage 2 gebildeten Hasselberg (58,8 Meter) zwischen Butzow und Radewege. Diese zweite und die erstgenannte Hügelkette flankieren das Gortzer Gletscherzungenbecken. Beiden Ketten werden der Eisrandlage 2b zugerechnet. Im Gletscherzungenbecken nordwestlich Gortz flossen Schmelzwässer in einer Rinne zunächst in südöstlicher Richtung der Beetzseerinne zu. In diesem Bereich bildete sich die vertorfte Gortzer Laake. Südlich Gortz beziehungsweise östlich des Mühlberges schwenkte die Schmelzwasserrinne scharf in südwestliche Richtung.
Südöstlich der Hügelkette Mühlberg–Hasselberg liegt im flachen Tal die ebenfalls vermoorte Todtlaake. Das Tal war Teil der Schmelzwasserrinne vom Gortzer Gletscherzungenbecken zur Beetzseerinne. Es wird von der zweiten nordwestlich und einer dritten Kette eiszeitlicher Erhebungen mit einer ebenfalls Hasselberg (52,7 Meter) genannten Erhebung, dem Flachsberg (64,6 Meter) und dem Hüselberg (66,3 Meter) südöstlich flankiert. Letztere Hügelkette setzt sich nach Nordosten weiter nach Päwesin hinein bis an den Riewendsee fort. Sie wird der Eisrandlage 3 zugerechnet.
Auf der Ostseite des Beetzsees südlich des Dorfes Mötzow befindet sich der Wasenberg mit 48,5 Metern Höhe, der wie der Schwarze Berg und der Radeweger Hasselberg zur Eisrandlage 2 gehört. Diese Eisrandlage lässt sich in einer Linie nach Südosten über den Weinberg bei Klein Kreutz und den Götzer Berg weiter verfolgen. Um den Wasenberg erstreckt sich eine weitere ehemalige Schmelzwasserrinne.

### Böden
Im Gemeindegebiet Beetzseeheides gibt es unterschiedliche Bodentypen auf kleinem Raum. Im nördlichen Gemeindegebiet dominiert über eine weite Fläche zwischen den beiden nordwestlichen Hügelketten Pseudogley. Die Hügel sind meist von Braunerden bestimmt. Im Marzahner Fenn und in Uferbereichen des Beetzsees östlich von Ketzür befinden sich in erster Linie Erdniedermoore und zwischen Butzower Berg und Broseckenberg zieht sich ein schmaler Streifen Podsol quer durch die nördliche Gemeinde. Der Broseckenberg besteht aus Podsol-Braunerden und nördlich dieser Erhebung bis zur Kreis- und Gemeindegrenze ist der Bodentyp Gley-Braunerde vorherrschend.
Im südlich beziehungsweise östlich des Beetzsees gelegenen Gemeindegebiet um Mötzow überwiegen deutlich Gleye. Nur zwei Hochflächen bestehen aus Braunerden und ein schmaler Streifen im äußersten Süden weist Humusgley und Gley-Braunerde auf.
Die Flächen, in denen die Bodentypen Pseudogley und Gley dominieren, sind als Böden mit sehr hohem Ertragspotential beschrieben. Hohe Erträge haben die Flächen der Erdniedermoore und des Kalkgleys. Im deutlich überwiegenden Teil weisen die Flächen der Gemeinde aufgrund der Bodengüte hohe bis sehr hohe Ertragspotentiale auf.

### Flächennutzung
| Flächennutzung 2012                 | Fläche in ha |
| ----------------------------------- | ------------ |
| Gebäude- und Freiflächen            | 102          |
| davon Wohnflächen                   | 27           |
| davon Gewerbe- und Industrieflächen | 11           |
| Verkehrsflächen                     | 109          |
| davon Straßen, Wege, Plätze         | 108          |
| Wasserflächen                       | 103          |
| Landwirtschaftsflächen              | 2443         |
| Waldflächen                         | 922          |
| Betriebsflächen                     | 7            |
| davon Abbauflächen                  | 5            |
| Erholungsflächen                    | 13           |
| davon Grünanlagen                   | 10           |
| Flächen anderer Nutzung             | 25           |
| davon Friedhöfe                     | 1            |
| davon Unland                        | 24           |
| Gesamtfläche                        | 3723         |

Mehr als 93 Prozent des Gemeindegebietes sind Wald, Gewässer und Ackerland. Den mit Abstand größten Anteil haben aufgrund der Bodengüte mit 65,6 Prozent die landwirtschaftlichen Flächen. Der Anteil in der Kommune liegt damit deutlich über dem Landesdurchschnitt von etwa 49 Prozent. Unter dem Landesdurchschnitt liegt mit 24,8 Prozent der Anteil an Waldflächen, der brandenburgweit 35,6 Prozent ausmacht. Die größten Waldgebiete liegen in der Gortzer und in der Ketzürer Heide, die den gesamten Norden einnehmen, und im Bereich der Hügelkuppen. Daneben gibt es noch weitere Wälder um kleinere Seen. Wasserflächen haben mit 2,8 Prozent einen geringeren Anteil an der Gesamtfläche als im Landesdurchschnitt des gewässerreichen Bundeslandes. Brandenburgweit machen Wasserflächen 3,4 Prozent aus. Der geringe Anteil von Beetzseeheide ist vor allem darauf zurückzuführen, dass der Beetzsee über seine gesamte Länge zur Stadt Brandenburg an der Havel und nicht zu den anliegenden Gemeinden gehört. Ein nur sehr geringer Flächenanteil Beetzseeheides ist bebaut. Die Art der tatsächlichen Nutzung der Flächen ist in der Tabelle Flächennutzung 2012 aufgeschlüsselt.

### Gewässer

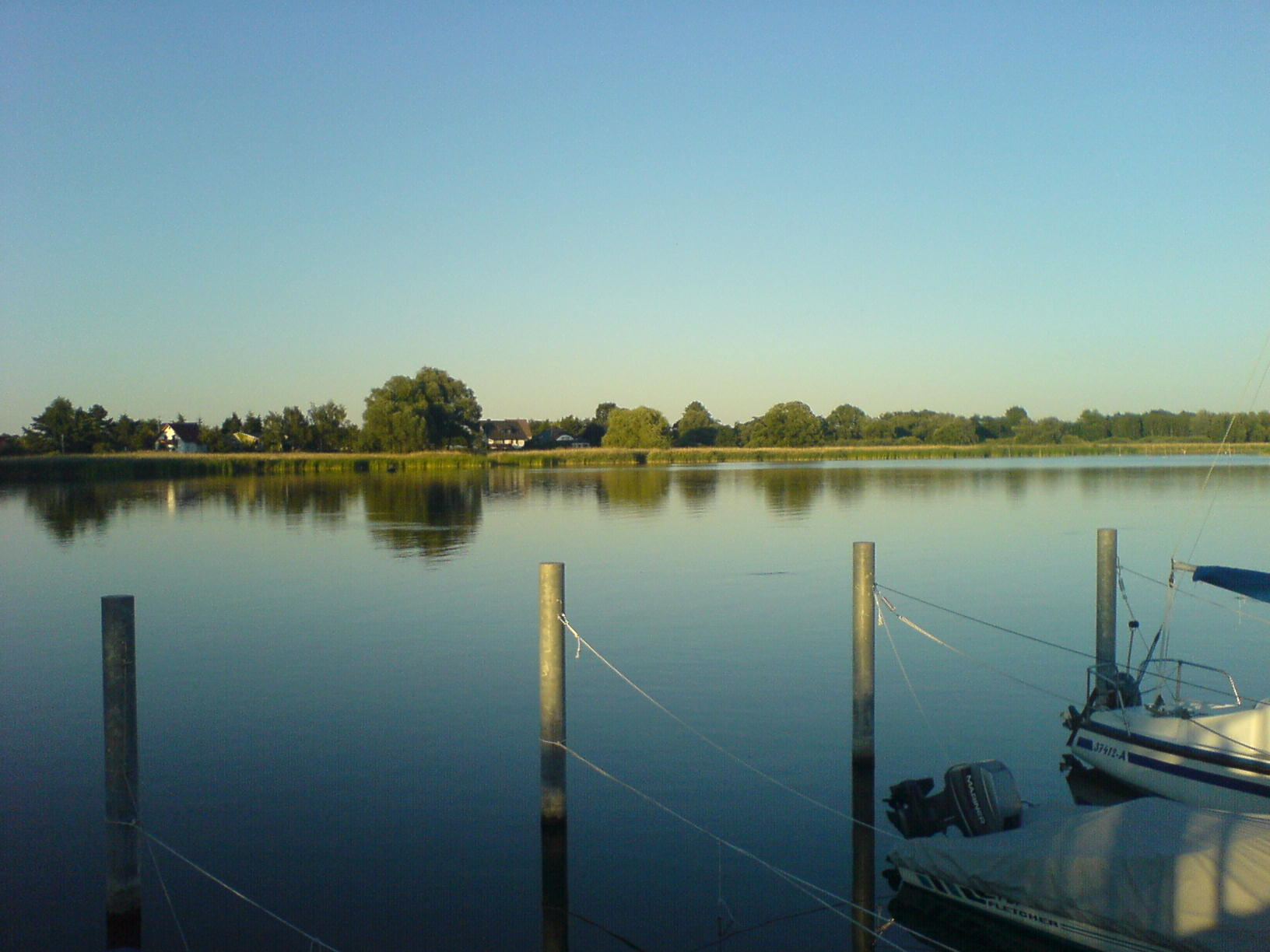
Blick über den Beetzsee in Richtung Mötzow

Auch wenn statistisch nur 2,8 Prozent der Gemeinde Wasserflächen sind, wird das landschaftliche Bild Beetzseeheides doch durch eine Vielzahl von Gewässern geprägt. Dominierend ist der die Gemeinde zweiteilende Beetzsee, der jedoch selbst nicht zum Gemeindegebiet, sondern vollständig zur kreisfreien Stadt Brandenburg an der Havel gehört. Die Gemeindegrenzen liegen unmittelbar in den Uferzonen des Sees. Die knapp 22 Kilometer lange Seenkette mit drei Beetzseebecken und dem Riewendsee entstand innerhalb einer durch vorschiebendes Inlandeis geformten eiszeitlichen Rinne. Sie ist als Bundeswasserstraße ausgewiesen. Bis in das 20. Jahrhundert spielte der Beetzsee als Transportweg vor allem für anliegende Ziegeleien eine wichtige Rolle. Seit der zweiten Hälfte des 20. Jahrhunderts und dem Ende der Tonziegelherstellung befährt der Frachtschiffverkehr nur noch ein kurzes Stück im äußersten Süden. Der See hat seit dem Ende der Frachtschifffahrt auf der Wasserstraße in erster Linie für Tourismus und Wassersport eine zunehmende Bedeutung. Beispielsweise liegt die internationale Wettkampfstätte Regattastrecke Beetzsee gegenüber dem Gemeindeteil Mötzow.
Neben dem Beetzsee gibt es eine große Anzahl kleinerer Seen, die jedoch ausnahmslos anthropogenen Ursprungs sind. Es sind meist ehemalige Tongruben, in denen der Werkstoff für die örtlichen Ziegeleien gewonnen wurde. Einige Seen, Erdelöcher genannt, befinden sich westlich und südlich von Mötzow. Die Seen südlich Mötzows liegen im Katharinenbruch und im Fuchsbruch, der in das Stadtgebiet Brandenburgs hineinreicht. Weitere kleine Seen liegen östlich und westlich von Ketzür.

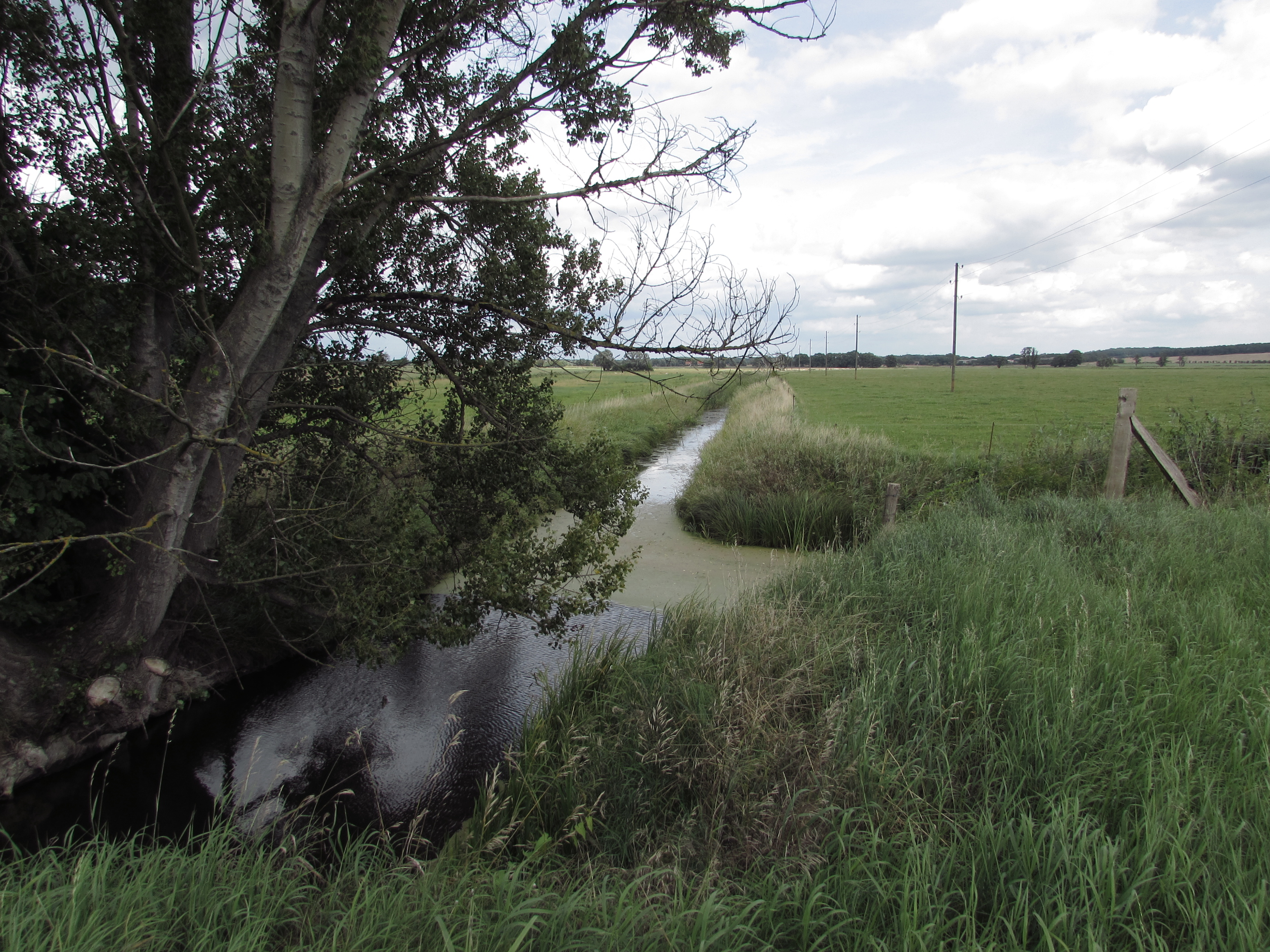
Hauptgraben Ketzür

Flüsse gibt es in Beetzseeheide nicht. Einzige Fließgewässer sind zur Drainage von Feuchtgebieten angelegte Gräben, die teilweise über Wehre gesteuert werden und sämtlich in den Beetzsee einmünden. So entwässert beispielsweise der Katharinengraben südlich Mötzows den Fuchsbruch und den Katharinenbruch zum See. Der Katharinengraben war historisch als Teil der Landwehr der Brandenburger Neustadt zwischen Beetzsee und Havel angelegt und später ausgebaut worden. Der Hauptgraben Ketzür beginnt unmittelbar bei Gortz, fließt nördlich von Ketzür unter anderem durch das Feuchtgebiet Todtlaake, entwässert dieses und mündet westlich des Dorfes ein. Der Graben L 0392 beginnt zwischen dem Butzower Berg und dem Broseckenberg und fließt nach Osten in die Gemeinde Päwesin ab. Er drainiert dabei unter anderem die Gortzer Laake. Seine Mündung liegt bei Bollmannsruh. Der Abfluss wird durch zwei Wehre bei Gortz gesteuert. Hauptgraben Ketzür und Graben L 0392 sind über kleinere Stichgräben westlich von Gortz miteinander verbunden, sodass ein Teil des Wassers im Hauptgraben abfließen kann. Das Marzahner Fenn schließlich wird durch den Russengraben drainiert. Dieser mündet bei Radewege in den Beetzsee ein. Neben diesen vier größeren Systemen existiert noch eine Vielzahl weiterer kleinerer Gräben.
Im Gemeindegebiet existieren einige Binnensalzstellen, an denen salzhaltiges Wasser an die Oberfläche tritt. Mehrere solcher Salzstellen befinden sich beispielsweise in der Todtlaake. Neben der Todtlaake gibt es eine weitere Salzstelle im Bereich des Beetzseeufers südöstlich des Ortsteils Ketzür.

### Klima
In der Gemeinde Beetzseeheide herrscht mitteleuropäisches gemäßigtes Klima, beeinflusst vom Kontinentalklima im Osten und vom atlantischen Seeklima im Westen. Die Niederschläge verteilen sich relativ gleichmäßig über das Jahr mit einem Maximum im Sommer. Trockenmonate gibt es nicht. Der durchschnittliche jährliche Niederschlag in Beetzseeheide liegt bei 544 mm. Trockenster Monat ist der Februar mit einer Niederschlagsmenge von 32 mm. Der meiste Niederschlag fällt durchschnittlich im Juni mit 64 mm. Die Jahresdurchschnittstemperatur liegt bei 9,1 °C. Der wärmste Monat ist der Juli mit durchschnittlichen 18,3 °C. Im Januar, dem kältesten Monat, beträgt die Durchschnittstemperatur −0,3 °C.
|                        | Jan  | Feb  | Mär | Apr  | Mai  | Jun  | Jul  | Aug  | Sep  | Okt  | Nov | Dez  |   |      |
| Mittl. Temperatur (°C) | −0,3 | 0,5  | 3,9 | 8,4  | 13,4 | 16,7 | 18,3 | 18,0 | 14,4 | 9,7  | 4,6 | 1,2  | ⌀ | 9,1  |
| Mittl. Tagesmax. (°C)  | 2,2  | 3,4  | 7,8 | 13,2 | 18,8 | 22,1 | 23,4 | 23,2 | 19,1 | 13,4 | 7,2 | 3,5  | ⌀ | 13,2 |
| Mittl. Tagesmin. (°C)  | −2,7 | −2,3 | 0,0 | 3,6  | 8,0  | 11,4 | 13,3 | 12,9 | 9,7  | 6,1  | 2,1 | −1,0 | ⌀ | 5,1  |
|                        |      |      |     |      |      |      |      |      |      |      |     |      |   |      |
| Niederschlag (mm)      | 39   | 32   | 34  | 40   | 52   | 64   | 56   | 60   | 43   | 37   | 42  | 45   | Σ | 544  |

| −2,7 |

| −2,3 |

| 0,0 |

| 3,6 |

| 8,0 |

| 11,4 |

| 13,3 |

| 12,9 |

| 9,7 |

| 6,1 |

| 2,1 |

| −1,0 |

| −2,7 |

| −2,3 |

| 0,0 |

| 3,6 |

| 8,0 |

| 11,4 |

| 13,3 |

| 12,9 |

| 9,7 |

| 6,1 |

| 2,1 |

| −1,0 |

| N i e d e r s c h l a g | 39  | 32  | 34  | 40  | 52  | 64  | 56  | 60  | 43  | 37  | 42  | 45  |
|                         | Jan | Feb | Mär | Apr | Mai | Jun | Jul | Aug | Sep | Okt | Nov | Dez |

## Bevölkerung
Beim Zensus 2011 hatte Beetzseeheide 643 Einwohner. Im Landkreis Potsdam-Mittelmark hatten nur die Gemeinden Päwesin, Wenzlow, Gräben und Buckautal eine geringere Einwohnerzahl. Der Ausländeranteil lag bei 0,9 Prozent. 22,7 Prozent der Bevölkerung beziehungsweise 146 Einwohner zählten sich dem evangelischen, 3,7 Prozent beziehungsweise 24 absolut dem katholischen Christentum zu. Die restliche Bevölkerung wurde bei der Frage nach der Religionszugehörigkeit unter „sonstige, keine, ohne Angabe“ zusammengefasst, sodass eine Aussage zu weiteren Religionsgemeinschaften anhand dieser Daten nicht möglich ist.

### Bevölkerungsentwicklung
Die Bevölkerung im Gebiet der heutigen Gemeinde Beetzseeheide hatte gegen Ende des 19. Jahrhunderts ein erstes Maximum mit 1346 Einwohnern 1890 erreicht. In den folgenden Jahrzehnten verloren die Dörfer zunehmend an Bevölkerung. Dieser Trend wurde nur kurzzeitig kurz nach dem Ende des Zweiten Weltkriegs unterbrochen, als Aussiedler aus ehemaligen deutschen Gebieten in den Dörfern untergebracht und angesiedelt wurden. 1946 lag das Allzeithoch entsprechend bei 1447 Einwohnern. Daraufhin kam es zu einem abermaligen Abfall der Bevölkerungszahlen, der kontinuierlich bis 1996 anhielt. In diesem Jahr wurden für die Orte 637 Einwohner erfasst und somit weniger als die Hälfte der Jahre 1890 und 1946. Nach 1996 stagnierten die Zahlen zunächst. Dann kam es erstmals seit der Nachkriegszeit bis 2004 zu einem leichten Anstieg. 2004 bis 2013 fiel die Einwohnerzahl wieder kontinuierlich, jedoch deutlich leichter als Jahrzehnte zuvor. Ab 2014 wächst die Einwohnerzahl wieder, wenn auch nur in geringem Maße. Die genauen Bevölkerungszahlen sind in der Tabelle Bevölkerungsentwicklung im Gebietsstand des jeweiligen Jahres dargestellt.
|      | Beetzseeheide | Butzow | Gortz | Ketzür | gesamt |
| ---- | ------------- | ------ | ----- | ------ | ------ |
| 1875 | -             | 357    | 394   | 420    | 1171   |
| 1910 | -             | 358    | 342   | 400    | 1100   |
| 1939 | -             | 297    | 314   | 384    | 995    |
| 1946 | -             | 330    | 398   | 518    | 1246   |
| 1950 | -             | 376    | 452   | 596    | 1424   |
| 1971 | -             | 411    | 299   | 286    | 996    |
| 1990 | -             | 289    | 208   | 221    | 718    |
| 1995 | -             | 246    | 188   | 209    | 643    |
| 2000 | -             | 261    | 191   | 257    | 709    |
| 2001 | -             | 251    | 210   | 249    | 710    |
| 2002 | 711           | -      | -     | -      | 711    |
| 2005 | 725           | -      | -     | -      | 725    |
| 2010 | 665           | -      | -     | -      | 665    |
| 2011 | 654           | -      | -     | -      | 654    |
| 2012 | 663           | -      | -     | -      | 663    |
| 2013 | 645           | -      | -     | -      | 645    |
| 2014 | 676           | -      | -     | -      | 676    |
| 2015 | 675           | -      | -     | -      | 675    |
| 2024 | 762           | -      | -     | -      | 762    |

### Dialekt
Der Name des Ortes lautet auf Platt Beetzseeheede. Bis in das 19. beziehungsweise 20. Jahrhundert war die regionale Mundart ein typischer mittelmärkischer und damit ostniederdeutscher Dialekt. In der Zeit Theodor Fontanes beispielsweise hieß es in der Gegend noch jrot (hochdeutsch „groß“), Dörp („Dorf“) und Huus („Haus“). Ab der zweiten Hälfte des 19. Jahrhunderts wechselte die Sprache von den Städten ausgehend immer mehr vom Niederdeutschen zum Berliner Dialekt des Hochdeutschen, sodass das Niederdeutsche um die Stadt Brandenburg heute fast als ausgestorben gilt. Beispielhaft für die Sprache des 20. und 21. Jahrhunderts sind Wörter wie lofen („laufen“) und Sitrone (mit stimmlosem /s/ statt wie in Zitrone). Typisch ist aber auch das häufige Umschreiben des Genitivs wie dem Gregor sein Auto, das aus dem Niederdeutschen bewahrt wurde. Auch die niederdeutsche Form ik („ich“) besteht in der heutigen Berlin-Brandenburgischen Umgangssprache fort.

## Geschichte

### Ur- und Frühgeschichte

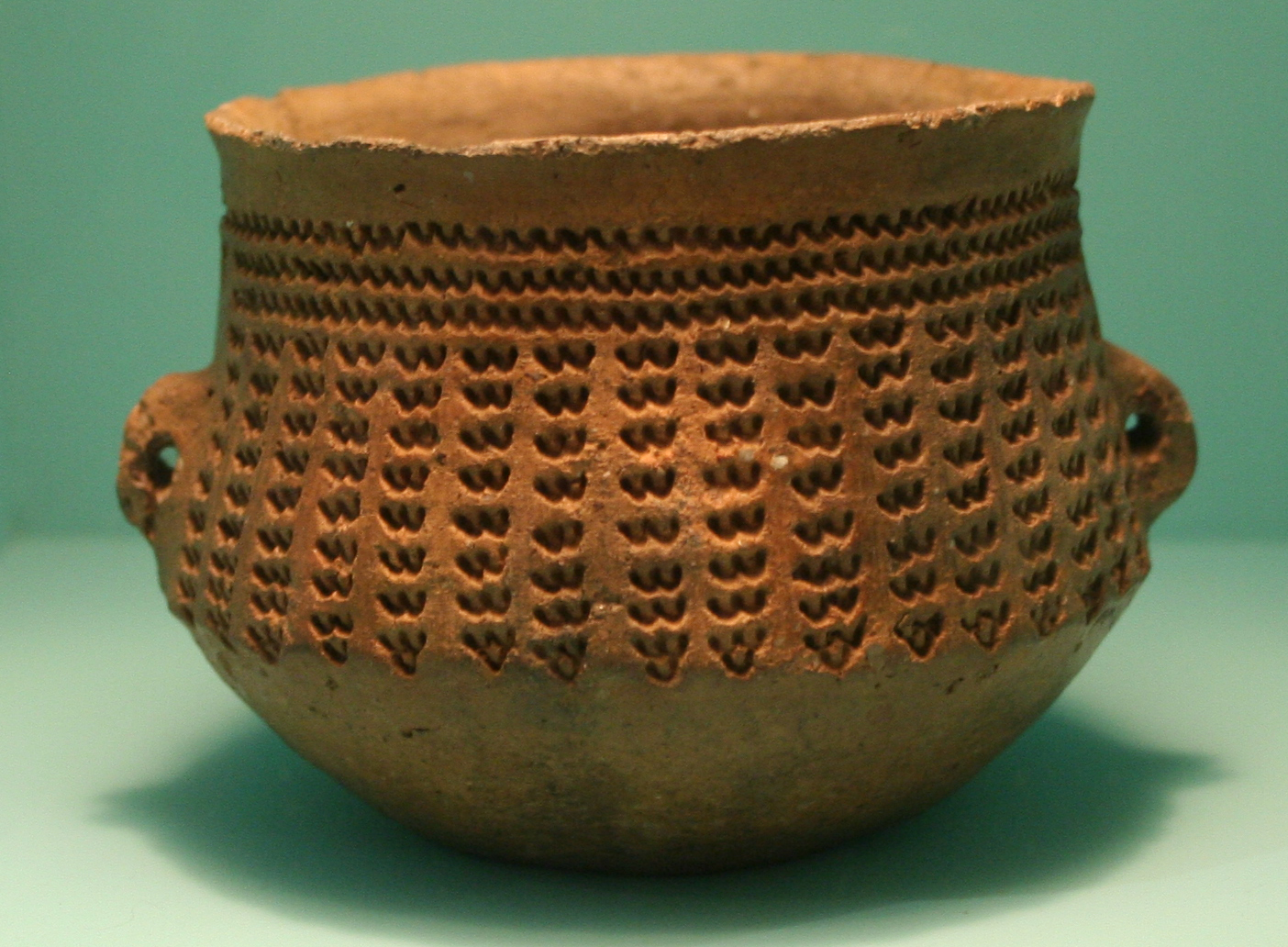
Ein in der Gemarkung Butzow am Hasselberg gefundenes Hängegefäß der Havelländischen Kultur im Museum für Vor- und Frühgeschichte

Die Gegend um Beetzseeheide war bereits in ur- und frühgeschichtlicher Zeit von Menschen bewohnt. Archäologische Funde belegen Besiedlungen des Gebietes zwischen der Havel und dem Beetzsee spätestens seit der mittleren Steinzeit. So wurden in der Umgebung zahlreiche Artefakte aus Knochen und Geweih ausgegraben, die in die jungpaläolithische beziehungsweise mesolithische Zeit datiert werden konnten. Aus der jüngeren Steinzeit liegen ebenfalls Funde vor. Am Hasselberg an der Grenze zur Gemeinde Beetzsee konnten beispielsweise Gräber der Havelländischen Kultur gesichert werden. Dabei wurden mehrere Hängegefäße gefunden, die teilweise im Museum für Vor- und Frühgeschichte in Berlin ausgestellt sind. Weitere Funde stammen von der steinzeitlichen Kugelamphorenkultur.

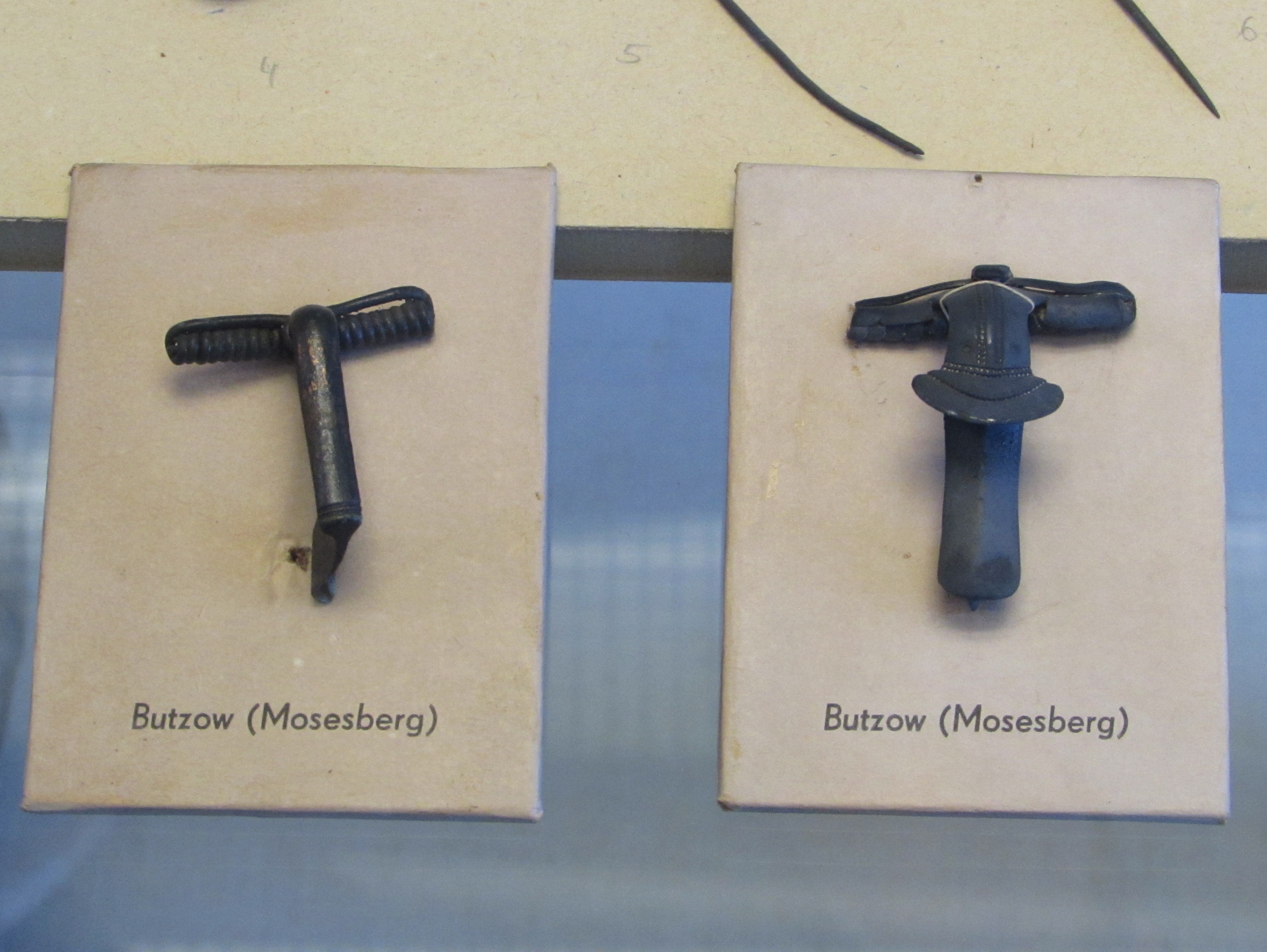
Archäologische Funde: Fibeln vom Mosesberg im Kreismuseum Jerichower Land

Ebenfalls stammen Funde der Umgebung beispielsweise aus der Bronzezeit. Am Mosesberg nördlich Ketzürs beziehungsweise östlich Butzows wurde bei Ausgrabungsarbeiten ein Urnengräberfeld mit etwa 60 Gräbern, die sich der frühen Eisenzeit und der frühen römischen Kaiserzeit zuschreiben lassen, entdeckt. Grabbeigaben waren Fibeln, Messer und Gürtelschnallen. 1899 wurde ein ebenfalls eisenzeitliches Urnengräberfeld nördlich von Mötzow nahe dem Beetzseeufer ausgegraben. Neben steinzeitlichen Gräbern wurde auf dem Hasselberg einer der größten Urnengräberfriedhöfe des Elbe-Havelgebietes der späteren römischen Kaiserzeit bis zum Beginn der Zeit der Völkerwanderung entdeckt. Bei Ausgrabungen wurden zumeist schalenförmige Urnen ohne Beigaben gefunden. Die Funde wurden ins 3. bis ins 5. Jahrhundert datiert. Viele der archäologischen Funde aus der Gemarkung Butzow sind im Kreismuseum Jerichower Land in Genthin ausgestellt.
In seinem Werk Germania beschrieb Tacitus die Gegend östlich der Elbe bis an die Oder als Siedlungsgebiet des suebischen Stamms der Semnonen. Bis auf wenige Restgruppen verließen die Semnonen noch vor beziehungsweise spätestens während der Zeit der Völkerwanderung ab dem 3. beziehungsweise 4. Jahrhundert ihr altes Siedlungsgebiet an der Havel in Richtung des Rheins. Ab dem 5. beziehungsweise 6. Jahrhundert kam die germanische Siedlungstätigkeit weitgehend zum Erliegen. Es liegen ab dieser Zeit bis ins 8. Jahrhundert nur noch wenige archäologische Funde vor. Anfang des 8. Jahrhunderts wanderten Slawen in das nach der Abwanderung der Germanen weitgehend siedlungsleere Gebiet ein. Reste germanischer Bevölkerung gingen in der slawischen Mehrheitsbevölkerung auf. Aus frühslawischer Zeit datieren Funde entlang des Beetzsees. So stammen Oberflächenfunde vom Beetzseeufer östlich der heutigen Ortslage Butzows. An dieser Stelle soll eine Siedlung der frühen bis zur späten Slawenzeit bestanden haben. Weitere slawische Siedlungen lagen in der Gemarkung Ketzür direkt am See etwa 200 Meter südwestlich des heutigen Dorfkerns und in der Gemarkung Gortz am Ufer unterhalb des Flachsbergs.

### Mittelalter

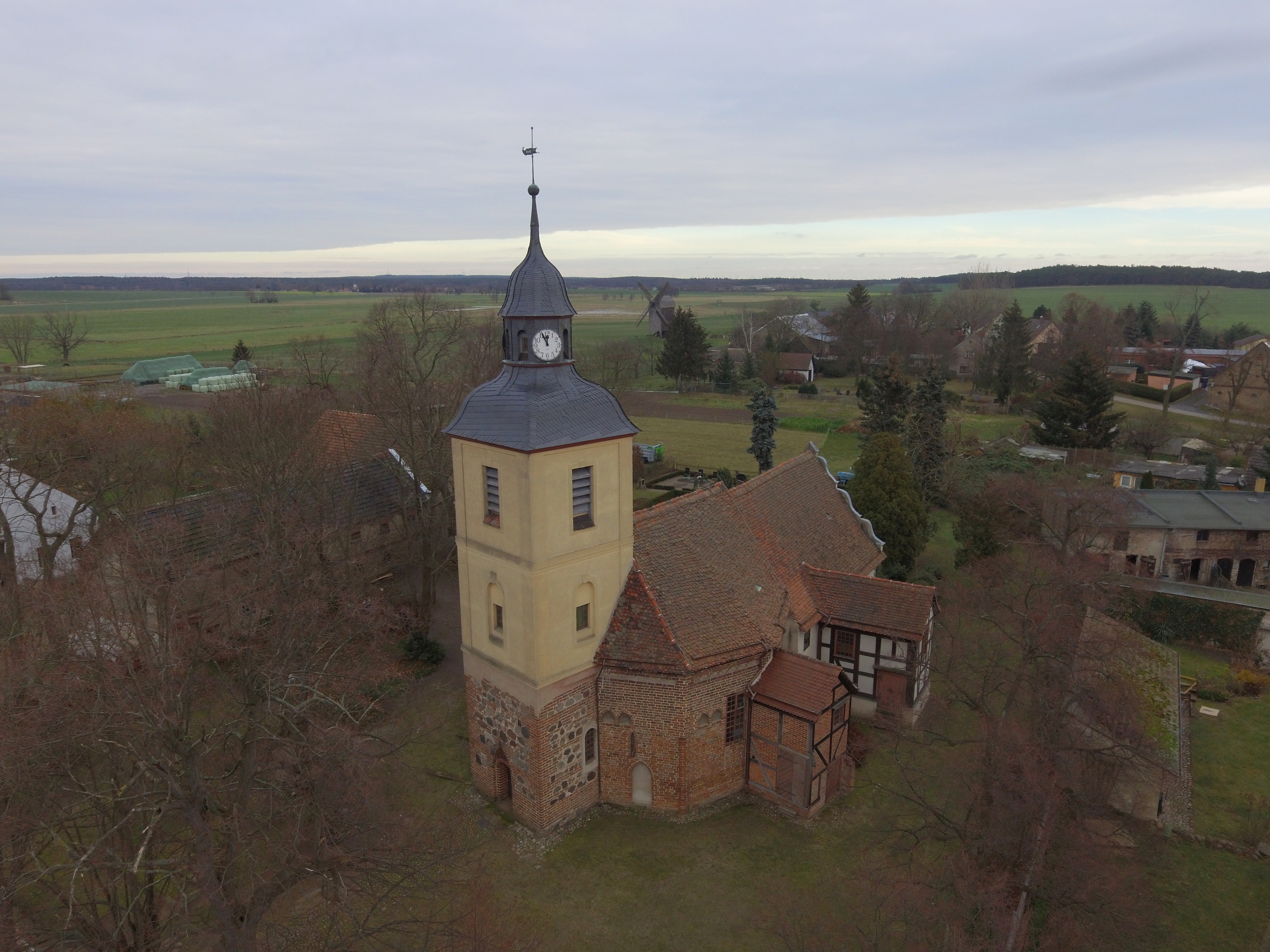
Die Kirche Ketzürs mit mittelalterlichem polygonalen Zentralbau

Nachdem die slawische Burg Brandenburg 20 Jahre zuvor von Heinrich I. erobert worden war, errichtete König Otto I. im Jahre 948 das Bistum Brandenburg. Da es 983 zu einem Aufstand der Slawen kam, bei dem Brandenburg mit seinen umliegenden Gebieten in die Hände heidnischer Slawen zurückfiel, lebten die Bischöfe ab dieser Zeit zwar formal in kontinuierlicher Besetzung, jedoch im Exil in Magdeburg als Titularbischöfe, und hatten keine Herrschaft über ihre Gebiete im Osten an der Havel. Dieser Zustand bestand fast 200 Jahre, bis 1157 Albrecht der Bär Brandenburg zurückerobern konnte.
Die älteste urkundliche Erwähnung Mötzows stammt aus dem Jahr 1161, vier Jahre nach der Rückeroberung. Das Dorf, in der Urkunde „Mukzowe“ geschrieben, wurde als slawische Siedlung am Beetzseeufer südwestlich seiner heutigen Lage vom Bischof Wilmar von Brandenburg dem neugegründeten Domkapitel zu Brandenburg überschrieben. 1204 war in einer Urkunde an den brandenburgischen Markgrafen Otto II., in der der Besitz des Domkapitels bestätigt wurde, von zwei nahe beieinander liegenden Dörfern Mötzow die Rede. Drei Jahre später, 1207, wurde Butzow als „Buzow“ erstmals erwähnt. Im Jahr 1242 war in einer Urkunde, in der wiederum Mötzow erwähnt wurde, von einer „villa Mocszow slavicali“ beim Allod Mötzow die Rede. 1267 wurde dieses Dorf abermals als wendisch bezeichnet. Bald danach soll der slawische Ort wüst gefallen sein, während das Allod 1335 als eine curia, als Wirtschaftshof, beschrieben wurde.
Gortz wurde erstmals im Jahr 1313 erwähnt, als in einer Urkunde von einem „Borgardo plebano in Gardyz“ die Rede war. Eine zweite Erwähnung stammt aus dem Jahr 1334 als „villam Garditz“. Die Familien von Buch und von Kerkow wurden mit dem Ort belehnt, der zuvor Besitz der Familie von Bredow war. In einer Urkunde des Markgrafen Ludwig I. aus dem Jahr 1335 wurden mehrere Beetzseegemeinden zu Instandhaltungsarbeiten an Dämmen verpflichtet. Dies betraf unter anderem Butzow und Kützkow, das dabei seine erste Erwähnung fand. 1371 hatte „im Dorfe Garze“ ein Tile Selchow dem Altar Sankt Antonii in der Sankt-Gotthardt-Kirche in der Altstadt Brandenburg die Erträge mehrerer Höfe im Dorf überlassen. Vier Jahre später wurde im Landbuch Karls IV. „Gartz“ einem Claus Hennicke zugeschrieben. Er hatte die Obergerichtsbarkeit und den Wagendienst als markgräfliches Lehen inne. Das Dorf soll 34 Hufen gehabt haben, von denen 2 der Pfarrer (Wedemhof) und 5 Claus Hennicke ([Ritterhof) besaß. Die übrigen waren wie die Fischerei verpachtet. Es gab 14 Kossäten und einen Krüger im Ort. Für den Weinberg war jährlich 1 Pfund zu zahlen.
In Butzow listete das Landbuch 24 Hufen auf, von denen 22 frei und nur 2 verpachtet waren. Eine wirkliche Bauerngemeinde existierte im Dorf nicht. Von den freien Hufen waren 15 im Besitz von Vasallen des Markgrafen. Außerdem waren 7 Kossäten und ein Krüger beschrieben. Für die Fischerei auf dem See musste ein Pachtzins gezahlt werden. Das Obergericht im Ort hatten die Vasallen Heinrich Bröseke und Claus Butzow inne. Herr über Ketzür war Thile Brösigke, ebenfalls aus der Familie Brösigke, die für mehrere Jahrhunderte das Dorf in ihrem Besitz behielt. Die Familie fand in verschiedener Schreibweise in den Jahrhunderten Erwähnung. Thile war ebenfalls Vasall des Markgrafen. Er hatte die Obergerichtsbarkeit und das Kirchenpatronat inne. „Kotzure“ beziehungsweise „Kotzüre“ hatte 26 Hufen, von denen 6 Brösigke und 2 der Pfarrer besaß. Die übrigen Hufen waren verpachtet. Daneben existierten 6 Kossätenhöfe und eine Windmühle. Pachtzins der Mühle waren 3 Wispel Roggen, die Fischerei brachte 5 Schilling und der Schulze hatte das Lehnspferd zu unterhalten.
Im 15. Jahrhundert, 1413, wurden Butzow und Ketzür sowie weitere Dörfer von magdeburgischen Raubrittern geplündert. 1413 beziehungsweise 1414 soll ein Klaus oder Claus Ruck, der Brandenburger Bürger war, Herr über Gortz gewesen sein und den Ort an die Familie von Trebbow verkauft haben. 1428 erhielt das Brandenburger Domstift vom Markgrafen in Butzow einen zuvor heimgefallenen Hof und einen Weingarten unmittelbar neben dem Pfarrhof als Lehen. Zwei Jahre später wurden die Brösikes Mitbesitzer Gortz. 1440 hatte die Altstadt Brandenburgs die Fischereirechte auf dem Beetzsee bei Butzow im Besitz. Bewohner des Dorfes durften nur mit kleinen Netzen am Ufer fischen. Bis 1450 vergrößerte laut dem Schoßregister die Familie von Brösigke ihren Hof in Ketzür auf 8 Hufen. Claus von Brösike besaß in Gortz einen Hof mit 5 Hufen, der bis 1480 um weitere 3 vergrößert wurde, sodass das Rittergut ebenfalls 8 Hufen groß war. Herr über Butzow war 1450 ein Bürger Jasper Lantyn aus Brandenburg, der seit 1431 einen Gutshof besaß und auch Besitzungen in Hohenferchesar und Fohrde im heutigen Havelsee hatte. Ab 1477 erhielt eine Margarethe Retzow von Achim Brösicke eine jährliche Rente aus dem Dorf Ketzür. Der erste beschriebene Großbrand war im Jahr 1480 in Gortz. Bei diesem wurden mehrere Bauernhöfe mit insgesamt zwölf Hufen zerstört. Ab 1499 bis 1542 hatte das Prämonstratenserstift Unserer lieben Frau auf dem Berge auf dem Marienberg vor der Altstadt das Patronatsrecht über Butzow.

### Frühe und Neuere Neuzeit

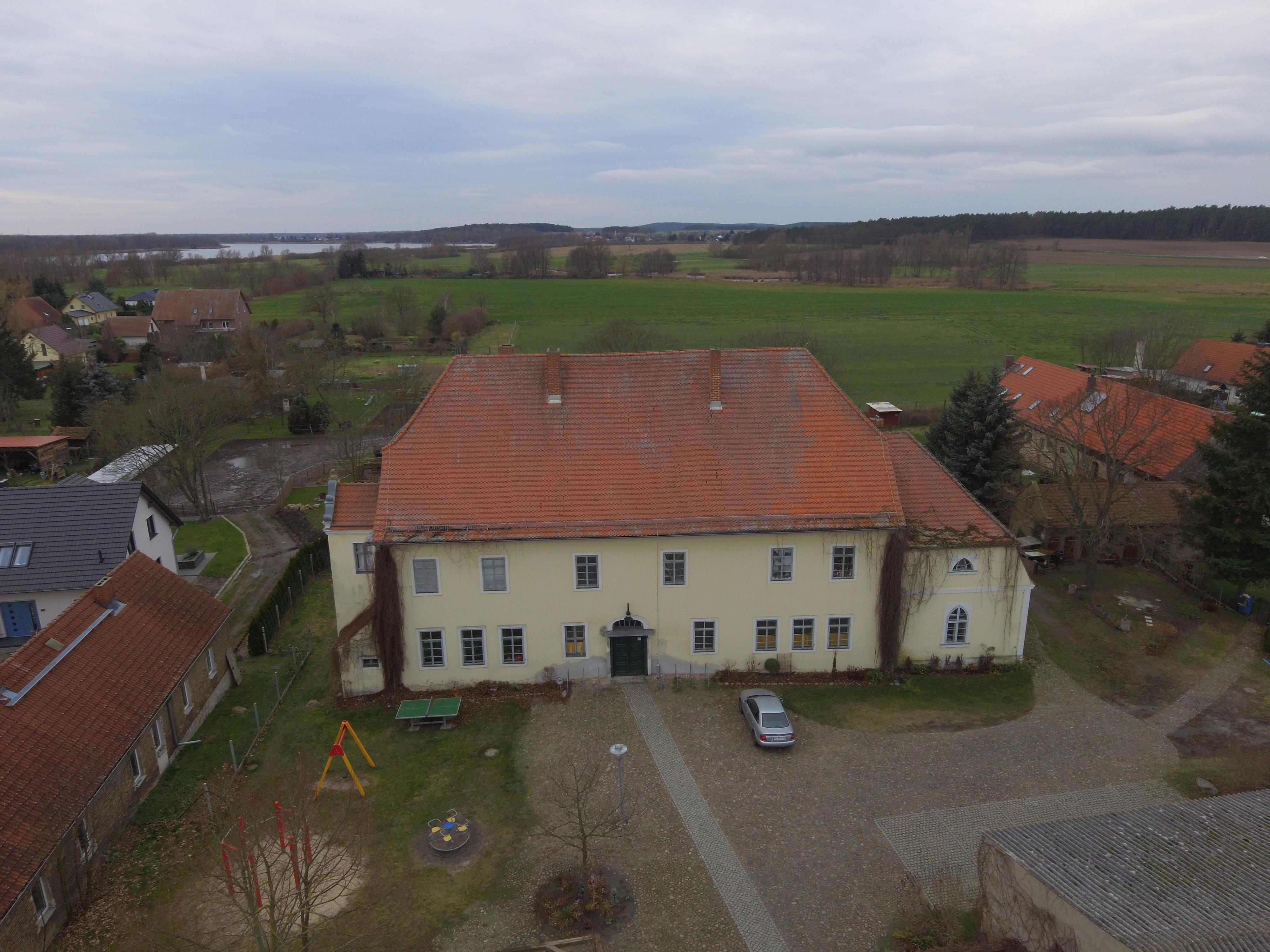
Das Gutshaus der Familie von Brösegke in Ketzür

1518 gab der Kurfürst Joachim I. ein heimgefallenes Lehen in Butzow dem Prämonstratenserstift auf dem Marienberg, das bereits das Kirchenpatronat innehatte, und im Jahr 1520 verkaufte er Butzow mit allen Rechten und Einkünften für 992 Gulden und 30 Groschen an das Domkapitel Brandenburg. Auch die Lehnsfolge ging von den Familien Brösegke und Klest auf das Domkapitel über. Die bisherigen Freihufe wurden daraufhin an Bauern verpachtet. Später, im Zuge der Reformation, kam auch das Kirchenpatronat vom Prämonstratenserkloster an das Domkapitel, und spätestens seit 1541 bis in das 17. Jahrhundert hinein wurde der Butzower Gottesdienst vom Ketzürer Pfarrer versehen. Die Gortzer Kirche war Filialkirche Ketzürs. Ebenfalls spätestens ab 1541 war das Brösegkesche Gut in Ketzür innerhalb der Familie geteilt.
Mötzow war 1567 als Vorwerk beziehungsweise Schäferei im Register des Doms ausgewiesen. Auf dem Wasenberg südlich des Dorfes und unweit der Landstraße nach Nauen befand sich die Hochgerichtsstätte des Doms. Auf ihm standen Galgen und Richtrad und es wurden dort mindestens bis ins 18. Jahrhundert hinein Hinrichtungen durchgeführt. Die Rechtsausübung reichte bis zum Merseburger Zehntvertrag von 1237, beendete den Brandenburger Zehntstreit, zurück. Zu seinen Vereinbarungen gehörte die Übertragung der Hoch- oder Blutgerichtsbarkeit in den Ortschaften des Domkapitelguts an den Dompropst oder seinen Stellvertreter. Als Kleriker durften sie die Blutgerichtsbarkeit nicht selbst ausüben, sondern mussten einen Richter berufen, der einem anderen Stand angehörte. Während der Pest beispielsweise in den Jahren 1577 und 1598 verließen die wohlhabenden Bürger Altstadt und Neustadt und zogen sich teilweise auf ihre Ländereien in den Weinbergen zurück. Die altstädtischen lagen bei Radewege, die neustädtischen bei Klein Kreutz. Der gemeinsame brandenburgische Schöppenstuhl tagte während dieser Zeiten auf der Pählbrücke bei Butzow.
Im Schoßkataster von 1624 wurde erstmals für Butzow ein Dorfschmied schriftlich erwähnt. Im selben Jahr gab es in Ketzür zwölf bäuerliche, zwölf herrschaftliche und zwei Pfarrhufe, einen Hirten und einen Schmied. Infolge des Dreißigjährigen Krieges (1618 bis 1648) fiel Butzow weitgehend wüst. Auch Gortz wurde zerstört. Nach dem Krieg und der Wiederbesiedlung bekam Butzow bis spätestens 1656 wieder einen eigenen Pfarrer. Gortz wurde etwas abseits des Beetzsees nördlich des Flachsbergs wieder errichtet. Im Jahr 1669 vernichtete ein Brand vier Butzower Gehöfte, eine Scheune und den Küsterhof. Ketzür blieb bis ins späte 17. Jahrhundert vollständig im Eigentum der Familie von Brösegke. Infolge eines Erbvergleichs 1674 ging Ende des 17. Jahrhunderts ein Teil des Besitzes in Ketzür an einen Joachim von der Hagen. Das Rittergut Gortz, zu dem auch Besitzungen und Rechte außerhalb des Ortes gehörten, wurde ebenfalls geteilt. Der kleinere Teil blieb bei der Familie von Brösegke, der größere ging an von der Hagen. 1691 erhielt Joachim von der Hagen den Lehnsbrief von Kurfürst Friedrich III., dem späteren König Friedrich I.
Ab 1717 verpachtete das Domstift sein Gut Mötzow. Erster Pächer war bis 1729 August von Schönborn. Die Güter der von Hagens in Ketzür und Gortz umfassten 1718 einen Rittersitz, Schäfereigerechtigkeit, Fischerei, Rohrung, Jagd, Ober- und die Niedergerichtsbarkeit, einen Teil des Kirchenlehns, Gärten, Wiesen, Fleischzehnt, Holzung, Bauernhofe, Pachten und mehr. Für das Jahr 1772 wurden für Butzow 163 und um 1800 auf dem Vorwerk Mötzow 68 Einwohner gezählt.
1815 wurden im Königreich Preußen nach den Befreiungskriegen gegen das napoleonische Frankreich und den damit zusammenhängenden politischen und geografischen Veränderungen Provinzen gebildet. Die Gebiete um die Stadt Brandenburg wurden der neuen preußischen Provinz Brandenburg angegliedert. Ein Jahr später wurde der Landkreis Westhavelland gegründet, zu dem die Orte Butzow, Gortz, Mötzow und Ketzür gehörten. 1824 ging das Gut in Ketzür mit zwölf Hufen von der Familie Brösegke an die Familie von Rochow und 1836 wechselte auch das Gut in Gortz. Der hagenschen Rittergut in Gortz war 1828 an den Bürger Beyl gegangen. Ab 1859 verpachtete das Domstift Mötzow und die zum Gut gehörenden Ländereien an Friedrich Sander. Dieser ließ 1894 ein schlossähnliches Gutshaus auf dem Gutshof errichten.

Messtischkarte des 19. Jahrhunderts der Mötzower Gegend: Ziegeleien rot, Tongruben violett

In der gesamten Gegend entlang der Havel und der mit ihr verbundenen Seen gab es zu Beginn und im Verlauf des 19. Jahrhunderts und mit der beginnenden und voranschreitenden Industrialisierung in Preußen einen wirtschaftlichen Aufschwung. Aufgrund reicher Tonvorkommen in der Gegend und in der Nähe des Sees wurden unter anderem um die Ortschaften Mötzow, Butzow, Ketzür und Gortz mehrere Ziegeleien errichtet. Die Havel ermöglichte einen Transport in die Industriezentren. Die gebrannten Klinker wurden vor Ort auf Lastkähne verladen und mit dem Schiff in die Städte Brandenburg, Potsdam und Berlin transportiert. Eine Schiffsladung bestand üblicherweise aus etwa 40.000 bis 50.000 Ziegelsteinen. Die Klinkerproduktion wurde teilweise noch bis zur Mitte des 20. Jahrhunderts aufrechterhalten. Dann erschöpften sich die Tonvorkommen und modernere Werkstoffe wurden eingesetzt. 1840 gab es in Butzow 29 Wohnhäuser und 80 Wirtschaftsgebäude, darunter befanden sich eine Mühle und eine Ziegelei. Mötzow war 1860 ein Vorwerk mit 12 Wohn- und 41 Wirtschaftsgebäuden, davon zwei Ziegeleien.

### 20. und 21. Jahrhundert

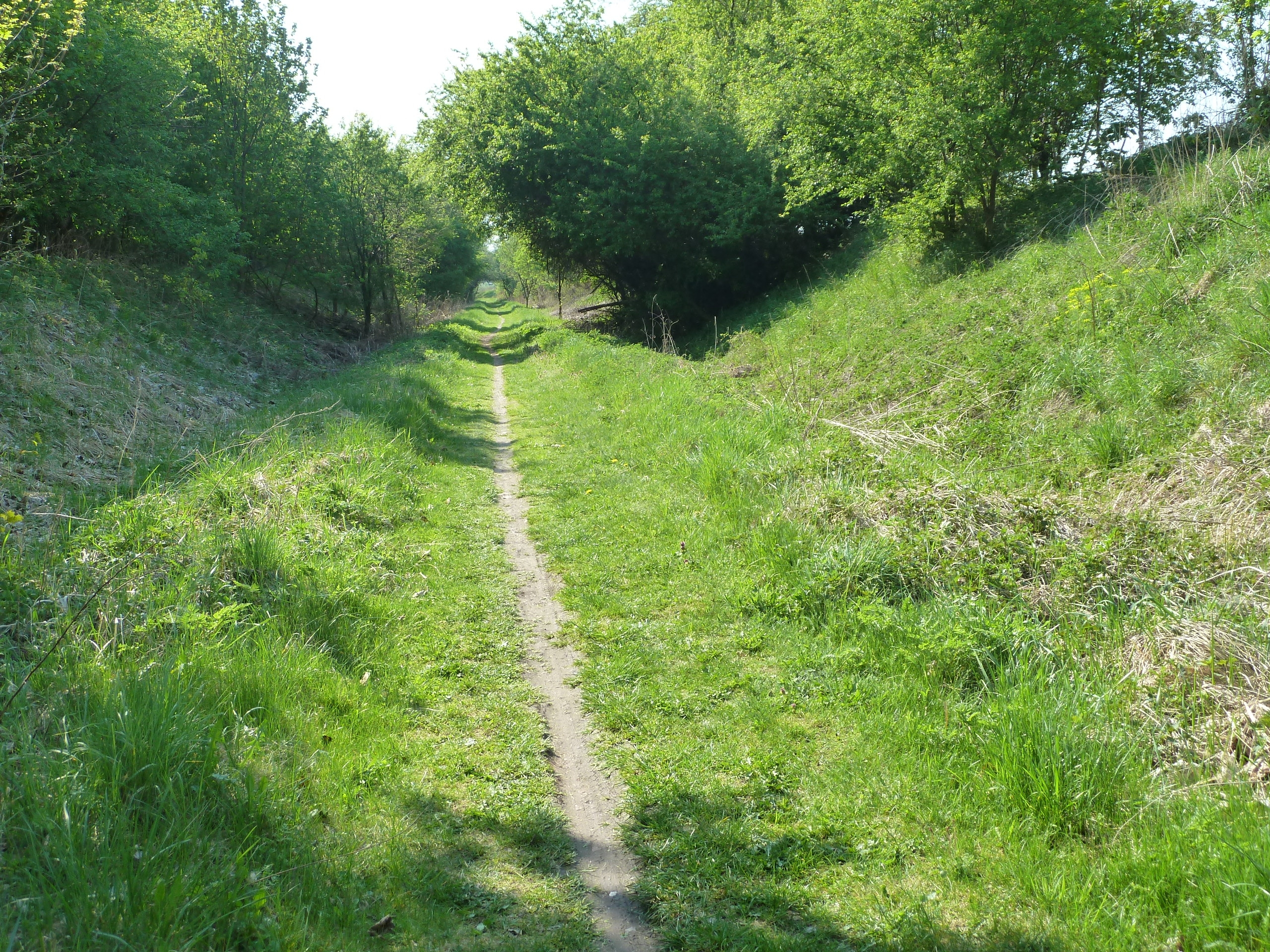
Ehemaliger Bahndamm der Westhavelländischen Kreisbahnen bei Ketzür

Um das Jahr 1900 lebten in Ketzür mehr als 500 Menschen und der Ort bestand aus 53 Wohngebäuden. Butzow hatte 360 Bewohner und 70 Häuser. Von den Bewohnern Butzows waren zwei Gastwirte, einer Schlachter, einer Bäckerei-, einer Fischerei- und einer Molkereibesitzer. Außerdem gab es mehrere neu gegründete Bauernhöfe im Dorf. Im Jahre 1904 wurde das heutige Beetzseeheide an das deutsche Schienennetz angeschlossen. In diesem Jahr wurde eine über Butzow und Ketzür führende Zweigstrecke der seit 1901 bestehenden Westhavelländischen Kreisbahnen eröffnet, die Brandenburg mit Nauen im Nordosten verband. Südöstlich Ketzürs wurde die Verbindung über eine Brücke über den Beetzsee geführt. Die Eisenbahnverbindung spielte vorrangig im Güterverkehr für die Beetzseegemeinden eine wichtige Rolle. So wurden vor allem landwirtschaftliche Produkte und Ziegeleierzeugnisse transportiert. Nach dem Niedergang des Bahnverkehrs wurde die Verbindung über Butzow und Ketzür 1969 eingestellt und in der Folge zurückgebaut. Das Gleis aus Richtung Brandenburg endet seit dem Rückbau in der Gemeinde Beetzsee.
Im Ersten Weltkrieg fielen aus der Gemeinde Gortz 14 und aus der Gemeinde Butzow 18 Einwohner. Im Zuge der Auflösung der Gutsbezirke wurde Mötzow 1928 zu einer freien Landgemeinde. Der Ort hatte 1933 134 Bewohner. Diese Zahl fiel bis 1939 auf 122. Zu den gleichen Zeiten lebten in Butzow 303 und 297, in Ketzür 370 und 383 und in Gortz 306 und 314 Bewohner. In Ketzür existierten 1939 insgesamt 26 land- und forstwirtschaftliche Betriebe.

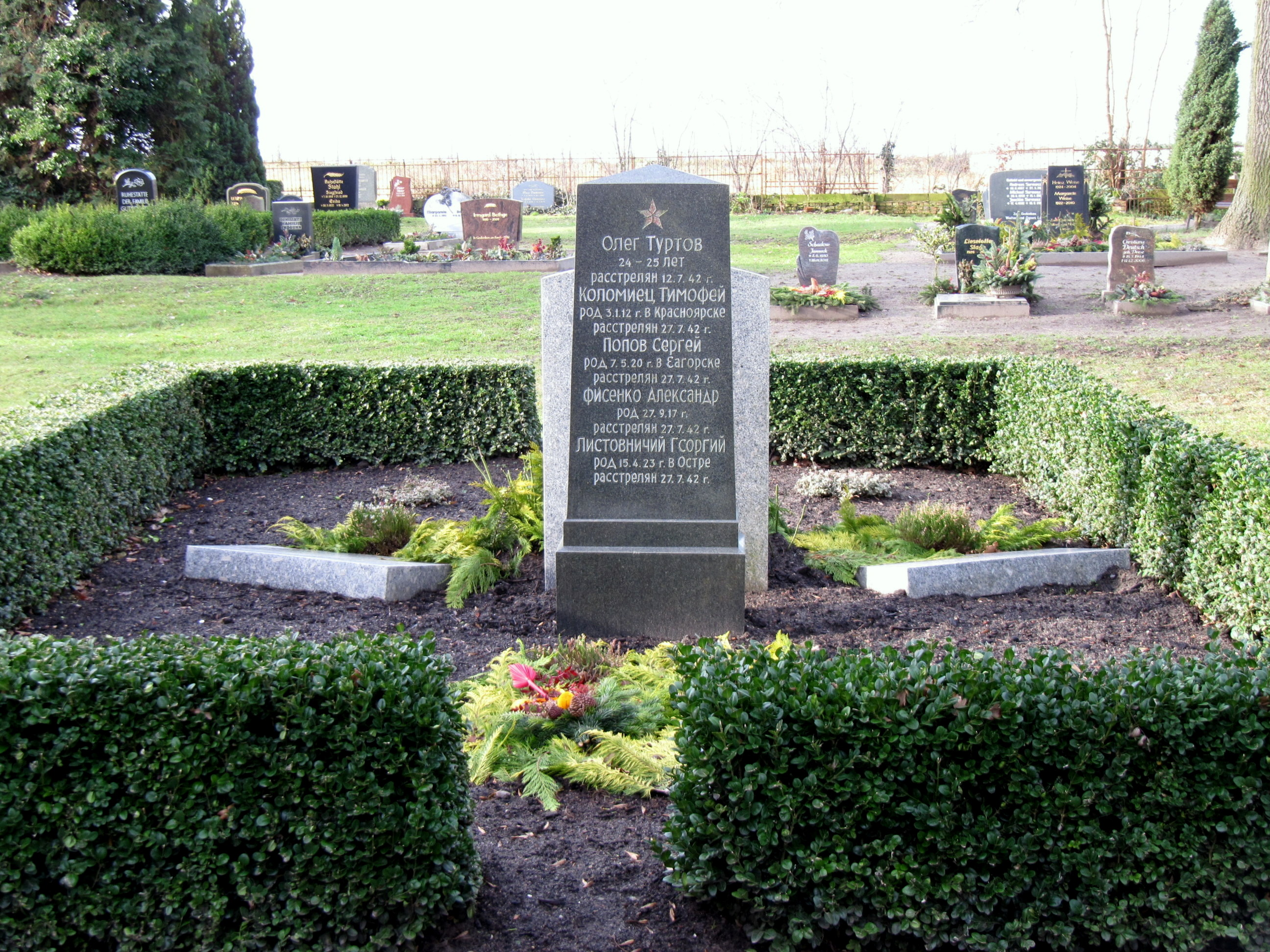
Gedenkstein für fünf 1942 bei Butzow auf der Flucht erschossene sowjetische Kriegsgefangene

Während des Zweiten Weltkriegs wurden am 12. und 27. Juli 1942 bei Butzow fünf aus einem Lager in der Stadt Brandenburg geflohene sowjetische Kriegsgefangene erschossen. Sie wurden auf dem Friedhof beerdigt. Nach Kriegsende wurde ein Gedenkstein errichtet. Ebenfalls auf dem Friedhof liegen 13 deutsche Soldaten, die Anfang Mai 1945 in der Nähe des Ortes umkamen. Aus Butzow fielen als Soldaten im Zweiten Weltkrieg mindestens zwölf Bewohner beziehungsweise wurden als vermisst gemeldet. Auf dem Friedhof Gortz wurden 23 Ende April und Anfang Mai 1945 gefallene deutsche Soldaten beerdigt.
Im Zuge der Bodenreform in der Sowjetischen Besatzungszone ab 1945 wurden um Ketzür 375 Hektar landwirtschaftliche Fläche des ehemaligen Rittergutes unter 54 Bewohnern neu verteilt. Bei Gortz wurden ein Rittergut mit 312 und ein Gut mit 128 Hektar und bei Butzow ein Gut mit 117 Hektar unter der landlosen und landarmen Bevölkerung neu aufgeteilt. Das Domstiftsgut Mötzow blieb in kirchlichem Besitz, jedoch musste es in der Folge vom Domstift selbst bewirtschaftet und durfte nicht mehr verpachtet werden. 1952 fand in der 1949 gegründeten DDR eine Verwaltungsreform statt. Die Länder wurden aufgelöst und dafür Bezirke gebildet. In diesem Zusammenhang war auch eine Umstrukturierung der bestehenden Kreise notwendig geworden. So wurde der Landkreis Westhavelland, zu dem die Orte bis dahin gehörten, aufgelöst, und die Gemeinden dem neuen Kreis Brandenburg (Land) im Bezirk Potsdam angegliedert. Ab 1953 erfolgte wie überall in der DDR in den heutigen Ortsteilen Beetzseeheides die Kollektivierung der Agrarbetriebe, die durch die Bodenreform teils zu klein waren, um rentabel beziehungsweise effektiv geführt zu werden. Landwirtschaftlichen Produktionsgenossenschaften (LPG) wurden gebildet. Nicht von dieser Kollektivierung betroffen war das Domstiftsgut. Im Zuge des Ausbaus der Landwirtschaft wurden in Butzow 1955 große Stallanlage für Schweine- und Rindermast und als Milchviehanlage errichtet. Das seit der Auflösung der Gutsbezirke selbstständige Dorf Mötzow wurde 1957 nach Butzow eingemeindet. 1960 schlossen sich die LPG Butzows, Ketzürs und Gortz weiter zur LPG „Freundschaft“ zusammen. Eine weitere Konzentration erfuhr die Landwirtschaft mit der Gründung einer Kooperative Abteilung Pflanzenproduktion (KAP) nördlich der Stadt Brandenburg, deren Sitz in Brielow war und der die Pflanzenproduktionen der LPG der Umgebung angegliedert wurden. Nach der Stilllegung der Westhavelländischen Kreisbahnen wurde auf ehemaligem Bahngelände bei Butzow zum Beetzsee ein großer Campingplatz eingerichtet und 1979 erfolgte die Eröffnung einer Wetterstation.
Mit den politischen Umwälzungen der Jahre 1989 und 1990 kam es wiederum zu Veränderungen. Die einzelnen LPG wurden aufgelöst, was zu Veränderungen in der landwirtschaftlichen Produktion führte. Die ehemaligen Genossenschaftler verpachteten ihren Besitz, bewirtschafteten ihn selbst oder brachten ihn beispielsweise in die neugegründete Brielower Agrar GmbH ein. Die Stallanlagen der Umgebung wurden stillgelegt. Ebenfalls reduzierte das Domstiftsgut bei Mötzow die Produktion. So wurden zunächst alleine auf deren Ländereien bis zu 50 Prozent der Anbaufläche stillgelegt und letztlich das ehemalige Gut ab 2001 verpachtet. 1990 wurde der Bezirk Potsdam aufgelöst und ging im wiedergegründeten Land Brandenburg auf. Nach der Wiedervereinigung wurde 1993 der neue Landkreis Potsdam-Mittelmark gegründet, in dem der Landkreis Brandenburg aufging. Im Vorfeld der für 2003 geplanten brandenburgischen Gemeindegebietsreform schlossen sich zum 1. Februar 2002 die bis dahin selbstständigen Gemeinden Butzow, Gortz und Ketzür freiwillig zur Gemeinde Beetzseeheide zusammen.

### Gemeinde- und Ortsnamen
Als sich 2002 die bisher selbstständigen Orte Butzow, Gortz und Ketzür zusammenschlossen, entschied man sich, der Gemeinde einen neuen Namen zu geben. Dies sollte verdeutlichen, dass es sich um eine gleichberechtigte Fusion und um keine Eingemeindung handelte. Für Beetzseeheide entschied man sich, da der Beetzsee und die bewaldeten Heidelandschaften (Gortzer, Ketzürer und Butzower Heide) das Landschaftsbild dominieren.
Der Ursprung des Namens Beetzsee ist nicht abschließend geklärt. Es wird beispielsweise ein eventueller Zusammenhang zu anderen möglichen Namen von Seen, wie Bützsee, Bötzsee, Bützowsee hergestellt. Ein Entlehnung aus dem Urslawischen wird diskutiert. So wird beispielsweise ein Bezug zu bъčъ für „großes Gefäß“ oder „Feldbrunnen“ oder bučatri für „vor Feuchtigkeit anschwellen“ oder „faulen“ vermutet.
Die Ortsnamen Beetzseeheides sind Slawischen Ursprungs. Butzow wird vom polabischen Namen Budz oder Buč abgeleitet. Es wäre somit eine Wohnstätte dieser Person beschrieben. Der Name und die Schreibung des Ortes änderte sich in den Jahrhunderten kaum. Bei seiner ersten bekannten schriftlichen Erwähnung hieß das Dorf „Buzow“. Gortz ist ebenfalls polabischen Ursprungs. Es soll sich von gardec oder gard ableiten, was so viel wie „Burg“ oder „umzäunter, befestigter Ort“ bedeutet. In einer ersten Urkunde 1313 war von „Gardyz“ die Rede und 1334 von „Garditz“. In Aufzeichnungen 1371 hieß der Ort „Garze“ und im Landbuch 1375 „Garz“.
Ketzür wird als Katerort erklärt. Es soll sich vom polabischen kocur ableiten, was „Kater“ bedeutet. Es wird jedoch vermutet, dass sich Kater in diesem Fall nicht auf eine männliche Katze, sondern vielmehr wie auch in anderen slawischen Sprachen metaphorisch auf eine Pflanze bezieht. Somit wäre Ketzür eine Gegend, in der eine als Kater bezeichnete Pflanze vorkam. In seiner ersten urkundlichen Erwähnung 1335 wurde das Dorf „Cùczoer“ geschrieben und im Landbuch 1375 wurde „Kotzure“ beziehungsweise „Kotzüre“ genannt. Im Schmettauschen Kartenwerk des späten 18. Jahrhunderts hieß es bereits „Ketzüre“.
Mötzow ist ebenfalls ein Name slawischen beziehungsweise polabischen Ursprungs. Mokoš soll in verschiedenen slawischen Sprachen existieren und mit heidnischen Gottheiten in Zusammenhang stehen. 1161 wurde Mötzow als „Mukzowe“ dem Domkapitel überschrieben. 35 Jahre später war daraus „Muczowe“ geworden. Die ausdrücklich slawische Siedlung in kirchlichem Besitz wurde 1242 als „Mucszowe“ und 1267 als „Mocszowe“ und der Hof 1335 als „Motzowe“ urkundlich erwähnt.

## Politik

### Gemeindevertretung
Die Gemeindevertretung von Beetzseeheide besteht aus 10 Stadtverordneten und dem ehrenamtlichen Bürgermeister. Die Kommunalwahl am 9. Juni 2024 führte zu folgendem Ergebnis:
| Partei / Wählergruppe | Stimmenanteil 2024 | Sitze 2024 |
| --------------------- | ------------------ | ---------- |
| Wir für Beetzseeheide | 90,5 %             | 9          |
| SPD                   | 9,5 %              | 1          |

### Bürgermeister
- 2003–2008: Horst Kemmeries (parteilos)
- 2008–2019: Eberhard Pinkpank[51][52]
- seit 2019: Dirk Lange (Wir für Beetzseeheide)[53]

Bürgermeister der Gemeinde Beetzseeheide ist Dirk Lange von Wir für Beetzseeheide, der bei der Kommunalwahl 2024 mit 83,7 Prozent der gültigen Stimmen für fünf Jahre gewählt wurde. Es ist seine zweite Amtsperiode.

## Sehenswürdigkeiten und Kultur

### Bauwerke

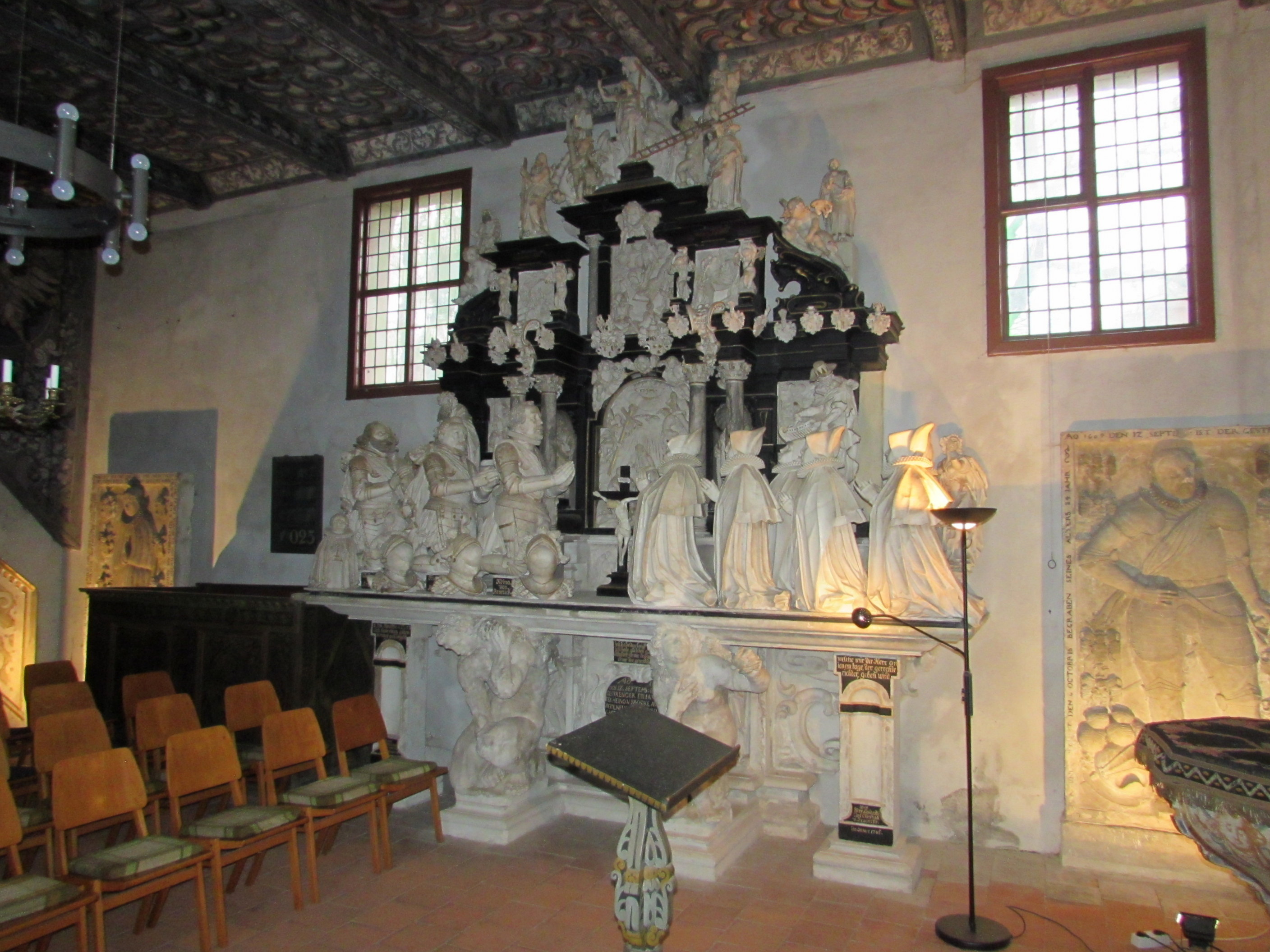
Epitaph aus Alabaster im Chorraum der Dorfkirche Ketzür

Eingetragene Baudenkmale in Beetzseeheide sind beispielsweise die Dorfkirchen in Butzow, Gortz und Ketzür, Gutshäuser und Wohngebäude. Die Dorfkirche Ketzür vereint Elemente verschiedener Epochen. Auffällig ist der gotische polygonale (siebeneckige) Zentralbau aus Ziegelstein, der sich asymmetrisch an den Turm anschließt. Er soll aus dem 13. beziehungsweise 14. Jahrhundert stammen. Der Turm ist im unteren Teil ebenfalls gotisch, der Aufbau barock. Der Chor ist im Verhältnis zum Schiff noch weiter von der für Kirchen üblichen Ost-West-Achse nach Nordosten ausgerichtet. Dadurch hat die Kirche bei einem streng ausgerichteten Westturm eine nach Nordosten abweichende, leicht bogenförmige Längsachse. Der Anschluss des Chores an das Kirchenschiff bildet aufgrund der polygonalen Form, wodurch das Schiff in diesem Bereich schmaler ist, im Norden und Südwesten vorspringende Ecken. Der Chor stammt aus dem Jahr 1599 und hat im Osten einen auffälligen Schweifgiebel, der der Renaissance zuzuordnen ist. Im Kircheninneren sind die Patronatsloge der Familie von Broesigke und ein für Heyno beziehungsweise Heino von Broesigke gestiftetes Epitaph des Bildhauers Christoph Dehne herausragend.

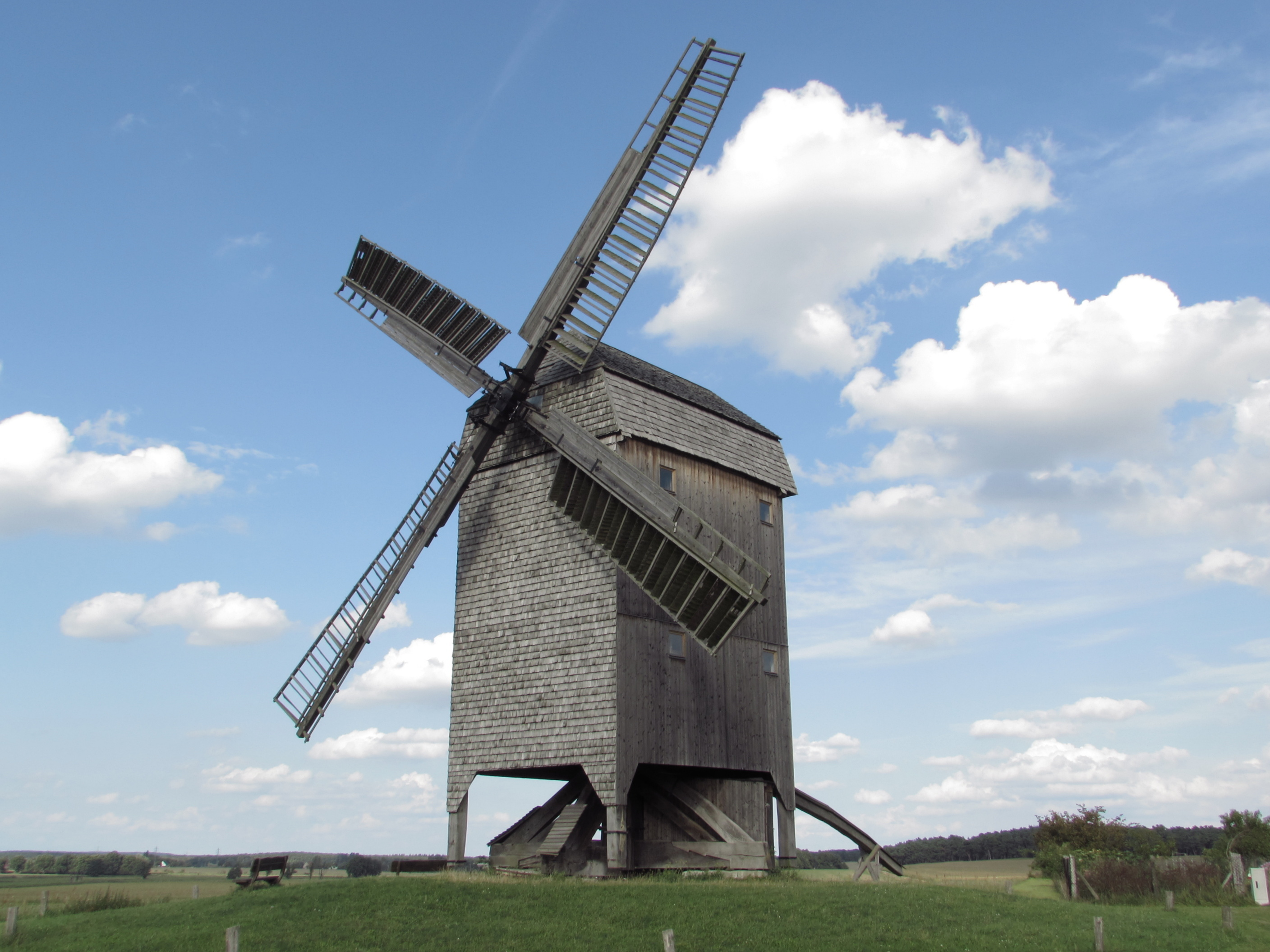
Die Bockwindmühle Ketzür

Die Bockwindmühle Ketzür steht östlich unweit des Dorfes. Sie ist restauriert und funktionstüchtig. Der Ketzürer Tischlermeister Friedrich Henkel kaufte das hölzerne Bauwerk 1861 und setzte sie nach Ketzür um. Zuvor stand die Mühle in Bornim bei Potsdam. Fast hundert Jahre blieb sie im kommerziellen Betrieb, ehe sie 1955 stillgelegt wurde. Nachdem sie in den folgenden Jahren verfallen war, begann man 1988 mit den ersten Sanierungsarbeiten am heutigen Baudenkmal. Weitere Sanierungen folgten. Die Mühle befindet sich im Eigentum der Gemeinde. Sie wird von dem Verein zur Erhaltung der Bockwindmühle zu verschiedenen Anlässen der Öffentlichkeit zugänglich gemacht und betrieben.

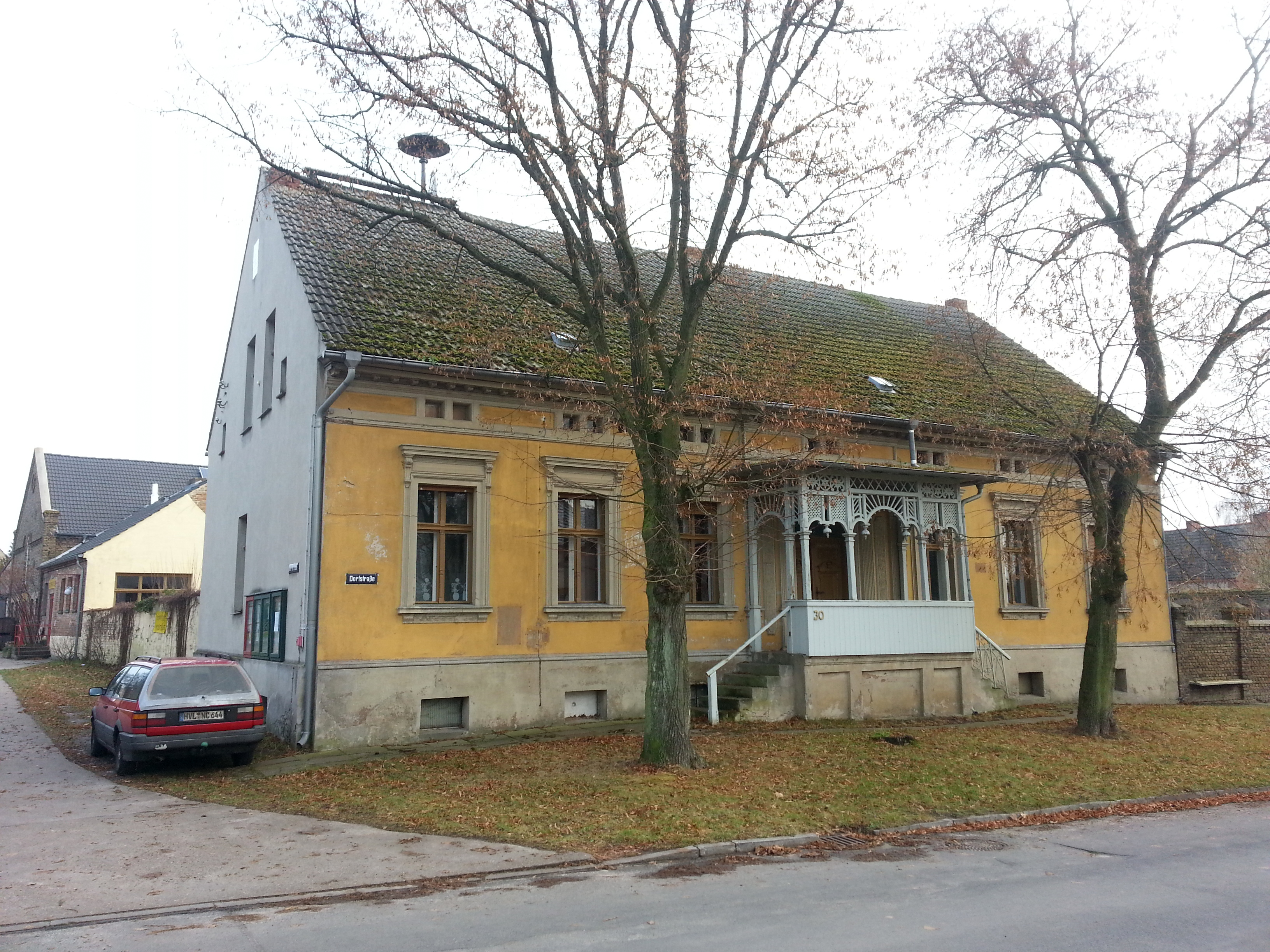
Baudenkmal Wohnhaus in der Dorfstraße 30 in Ketzür

In Ketzür steht zentral der Kirche gegenüber das alte Gutshaus der Familie von Brösegke. Es ist ein zweigeschossiger Putzbau, dessen Ursprünge im 16. Jahrhundert liegen sollen. Am südlichen Auslucht ist ein Renaissancegiebel als ältestes Schmuckelement erhalten. In späteren Jahrhunderten, beispielsweise 1752, wurde das Gebäude umfassend umgebaut und erweitert. Der zentrale Rechteckbau ist schlicht. Der Anstrich hat einen Gelbton, Rechteckfenster und ein fünfteiliges korbbogiges Oberlicht über dem Portal sind von weißen Faschen umrandet. Das Dach ist abgewalmt. Im Norden befindet sich ein Anbau, der sich äußerlich vom Hauptgebäude in zwei Punkten unterscheidet. Die Fenster dieses Gebäudeteils sind spitzbogig. Außerdem hat er ein Mansarddach. Im Gutshaus tagen der Ortsbeirat und die Gemeindevertretung. Neben Kirche und Gutshaus stehen in Ketzür vier bauhistorisch wertvolle Wohngebäude und Gehöfte (Dorfstraße 29, Dorfstraße 30, Dorfstraße 31 und Unter den Linden 11) sowie eine Straße mit Ziegelsteinpflasterung nördlich der Ortslage in der Denkmalliste des Landes.

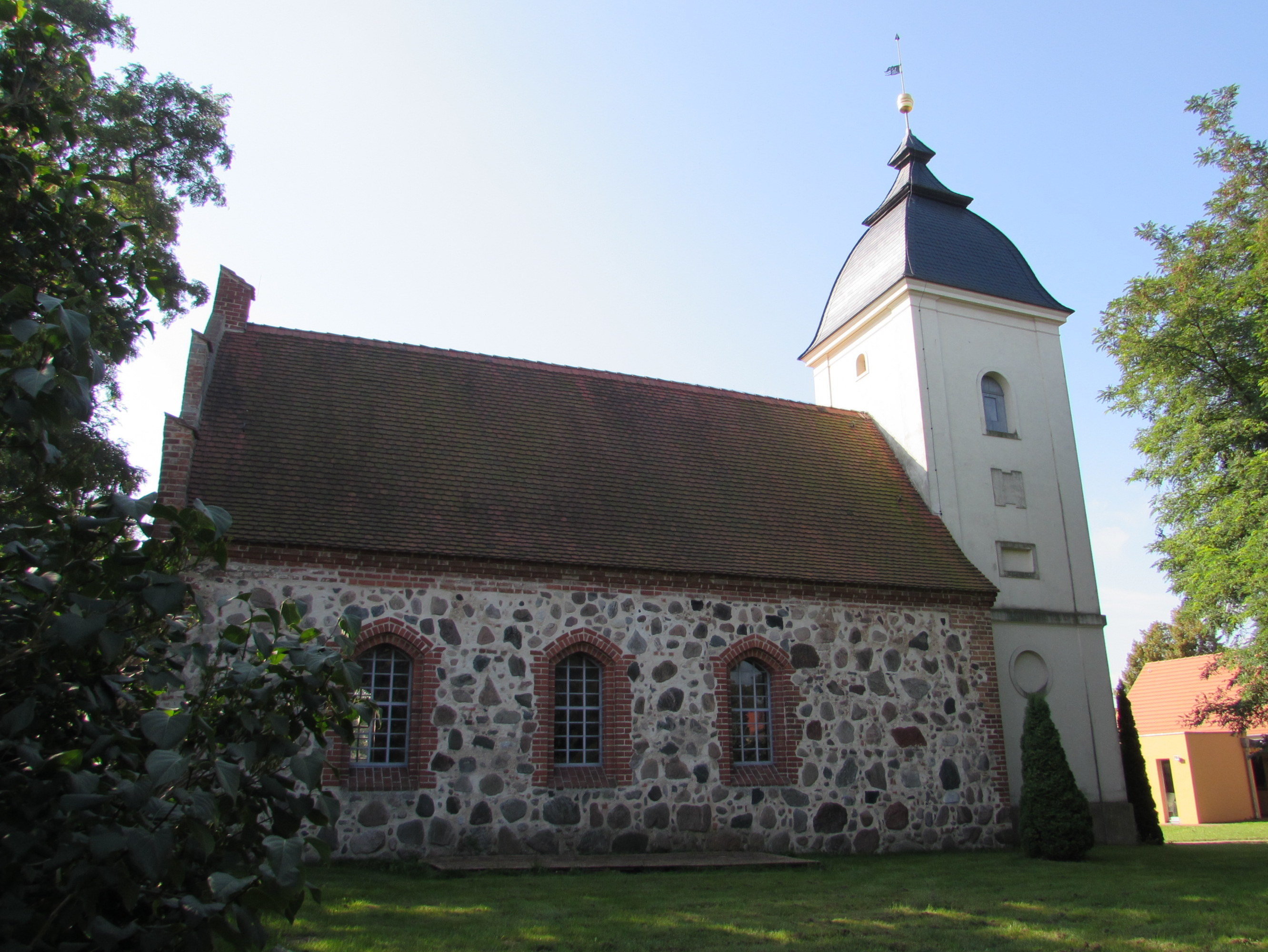
Dorfkirche Gortz mit Schiff aus Feldsteinen und barockem Kirchturm

Die Gortzer Dorfkirche ist baugeschichtlich zweiteilig. Das gotische Schiff aus Feldsteinen wurde zwischen 1450 und 1500 errichtet. Der rechteckige Saalbau hatte ursprünglich ein spitzbogiges Stufenportal nach Süden. Später wurde ein quadratischer Turm mit Westportal im Stil des Barocks angebaut. Im Jahr 1906 wurde die Kirche innen umfassend umgebaut. Dabei wurden auch die Fenster letztmals baulich verändert. Aus der Zeit des Umbaus stammen unter anderem das Gestühl und die Westempore. Neben der Kirche steht in Gortz das Wohnhaus Dorfstraße 12 unter Denkmalschutz. Das Bauernhaus mit hellgrauem Anstrich besitzt als auffällige Elemente einen Mittelrisalit, Lisenen im Quaderputz, ein Gesims mit Konsolen und spitzgieblige, neoklassizistische Fensterverdachungen.

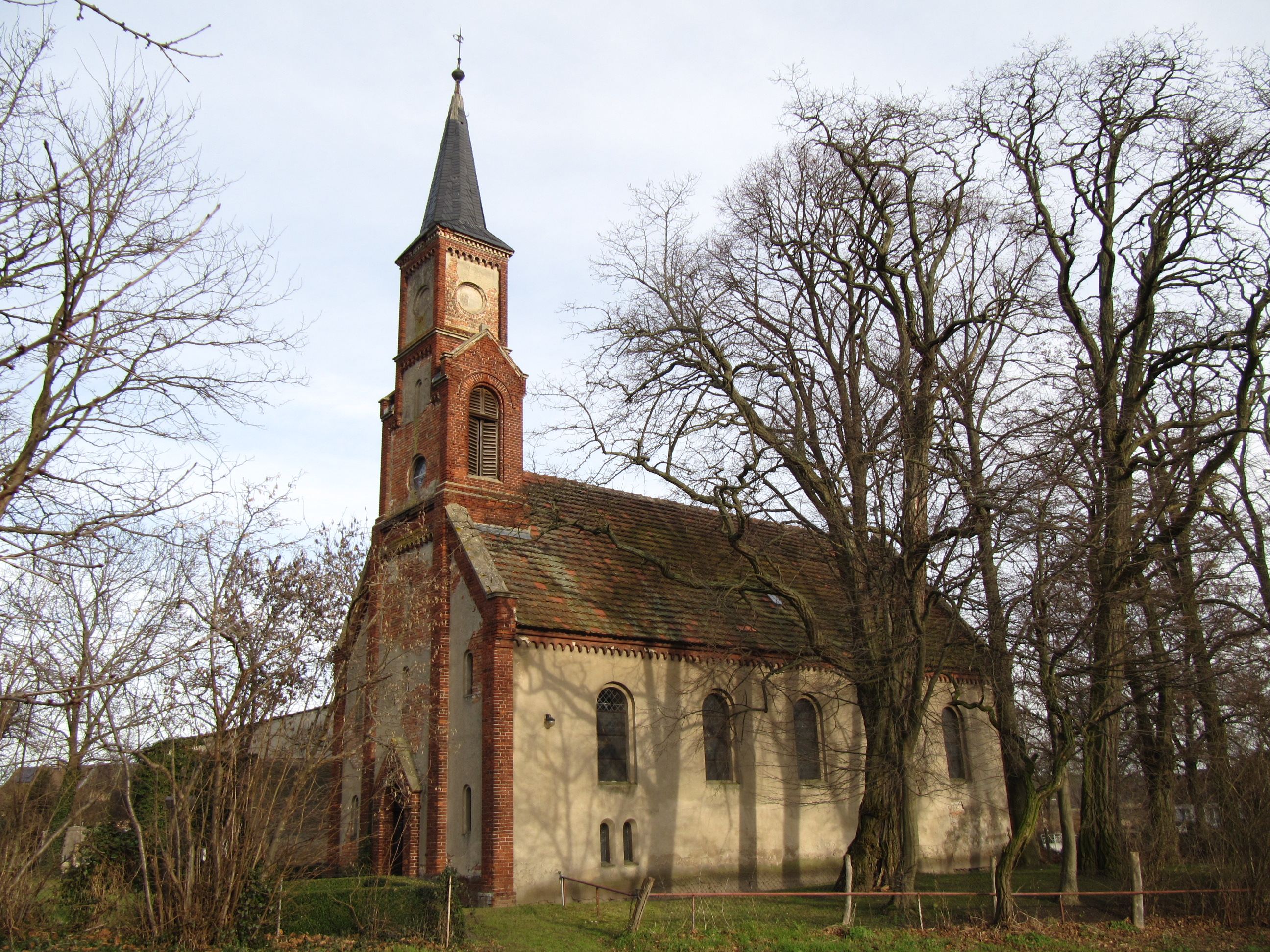
Die neuromanische Dorfkirche Butzow

Die Kirche in Butzow als jüngste der Dorfkirchen wurde bis 1879 errichtet. Es handelt sich um einen mit Ziegeln gemauerten, relativ schlichten neuromanischen Putzbau mit spitzem Turmhelm und einer halbrunden Apsis. Äußere Schmuckelemente sind unverputzte Lisenen, ein einfaches Traufgesims und Blendfenster. Innen befindet sich eine Orgel des Potsdamer Orgelbaumeisters Carl Eduard Gesell. Das äußerlich unscheinbare Wohnhaus Dorfstraße 8 in Butzow ist das älteste Gebäude des Dorfes und ebenfalls ein geschütztes Baudenkmal. Es ist ein Lehmfachwerkhaus. Das Fachwerk ist nicht sichtbar, da das Gebäude nachträglich grau verputzt wurde. Schmuckelement ist eine schlichte, weiß gestrichene profilierte Saumschwelle zwischen den Etagen. Am nördlichen Ortsrand befindet sich ein sowjetisches Ehrenmal für die Gefallenen des Zweiten Weltkriegs. Die zweisprachige Inschrift lautet „Ewigen Ruhm unseren Helden im gemeinsamen Kampf gegen den Faschismus“.

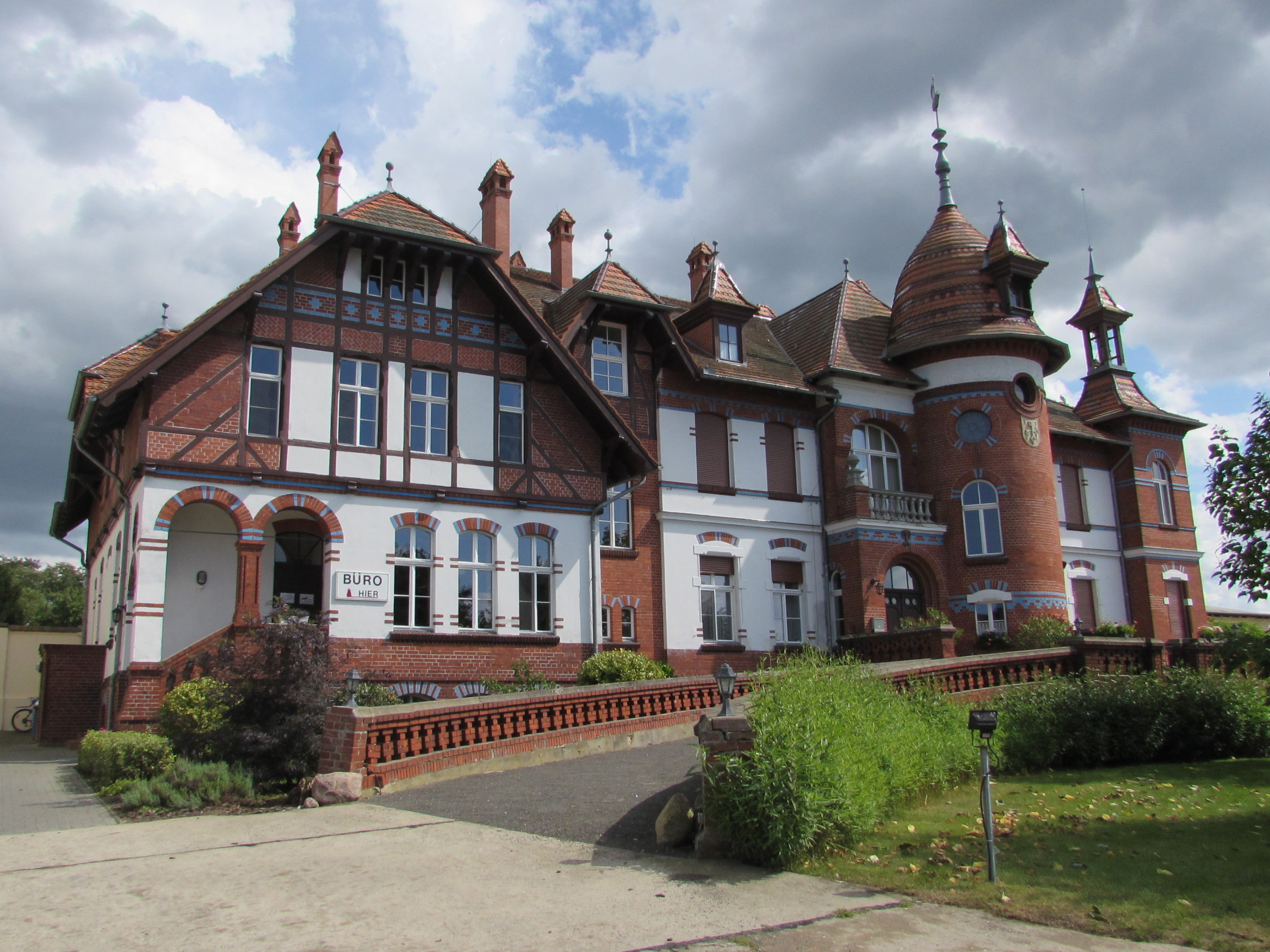
Das Gutshaus Mötzow

Das Mötzower Gutshaus des Domstifts ist dem späten Historismus zuzuordnen. Es wirkt schlossähnlich und ist ein Beispiel für Herrensitze des späten 19. Jahrhunderts in der Gegend um die Stadt Brandenburg. Es wurde mit roten Ziegeln gemauert, die großteils unverputzt blieben. Auffällig sind die vielen Nischen, die durch Risalite mit Krüppelwalmdächern und turmartige Anbaue verschiedener Größe und Gestalt entstanden. Außerdem hat es mehrere ebenfalls turmartige Dachreiter und verschiedenartige Fenster. Baujahr des Herrensitzes soll 1894 gewesen sein. Neben dem Gutshaus gibt es einige teilweise deutlich ältere Wohn- und Wirtschaftsgebäude in der Gutssiedlung. In einer Umfrage der ARD wurde das Domstiftsgut 2012 zum zweitschönsten Bauernhof Deutschlands gewählt.

### Museen

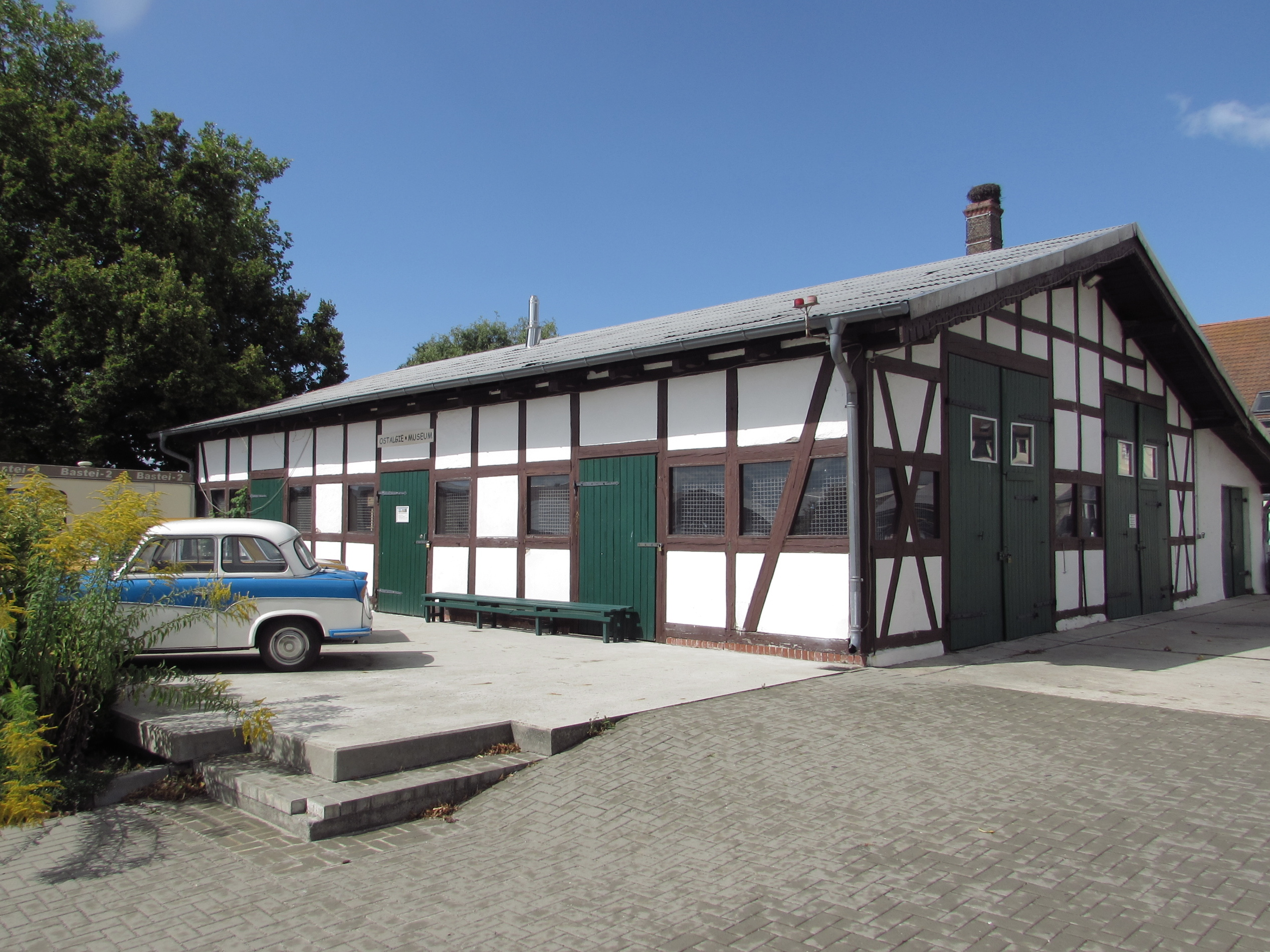
Gut Mötzow als frühere Herberge des N’Ostalgiemuseums

Das einzige Museum der Gemeinde, das N’Ostalgiemuseum, ist 2016 von Mötzow nach Leipzig umgezogen.
In den Räumen der Kunstmühle des Gutes Mötzow stellen regelmäßig regionale Künstler aus. 2013 waren Fotografien von Lars Friebel und Ronald Geisler und Bilder der Malerin Gisela Neuenhahn zu sehen.

### Veranstaltungen
Seit 2001 findet alljährlich im August in einer Kiesgrube bei Ketzür das Open-Air-Konzert Ketzür Rockt statt. Bei diesem Konzert treten in erster Linie lokale und regionale Bands auf. Regelmäßig wechselnde kulturelle Veranstaltungen finden außerdem auf dem Gut Mötzow statt. Die Regattastrecke Beetzsee gegenüber Mötzow ist eine internationale Wettkampfstätte, auf der regelmäßig Kanurennsport- und Ruderregatten wie beispielsweise Welt- und Europameisterschaften ausgetragen werden.

## Schutzgebiete
In Beetzseeheide gibt es eine Vielzahl von Schutzgebieten und Schutzzuweisungen, die sich teilweise überlappen. So liegt die Gemeinde beispielsweise in ihrer gesamten Fläche im Naturpark Westhavelland. Daneben hat Beetzseeheide Anteil am Naturschutzgebiet Marzahner Fenn und Dünenheide, dem Landschaftsschutzgebiet Westhavelland, dem SPA-Gebiet (europäisches Vogelschutzgebiet) Mittlere Havelniederung, den FFH-Gebieten Beetzsee-Rinne und Niederungen, Mittlere Havel Ergänzung und Bagower Bruch und den geschützten Landschaftsbestandteilen Feldmark Mötzow-Lünow und Marzahner Fenn. Vollständig innerhalb Beetzseeheides liegen neun weitere geschützte Landschaftsbestandteile, ein Flächennaturdenkmal und eine als Naturdenkmal ausgewiesene Stieleiche. Weitere Bereiche sind als geschützte Biotope und einige Straßen als geschützte Alleen ausgewiesen.
| Schutzausweisung                   | Name                           | Größe in ha | Nummer in Karte |
| ---------------------------------- | ------------------------------ | ----------- | --------------- |
| Naturschutzgebiete                 | Marzahner Fenn und Dünenheide  | 725         | 1               |
| Landschaftsschutzgebiete           | Westhavelland                  | 136.071     | /               |
| Naturparke                         | Westhavelland                  | 131.500     | /               |
| FFH-Gebiete                        | Bagower Bruch                  | 154         | 2               |
|                                    | Beetzsee-Rinne und Niederungen | 916         | 3               |
|                                    | Mittlere Havel Ergänzung       | 2.524       | 4               |
| SPA-Gebiete                        | Mittlere Havelniederungen      | 25.024      | 5               |
| Geschützte Landschaftsbestandteile | Marzahner Fenn                 |             | 6               |
|                                    | Feldmark Mötzow-Lünow          |             | 7               |
|                                    | Katharinenbruch                |             | 8               |
|                                    | Gortzer Streng                 |             | 9               |
|                                    | Todtlaake Ketzür               |             | 10              |
|                                    | Todtlaake Gortz                |             | 11              |
|                                    | Hüselberg                      |             | 12              |
|                                    | Kerkfenn                       |             | 13              |
|                                    | Schweineecken                  |             | 14              |
|                                    | Streuobstwiesen                |             | 15              |
|                                    | Gortzer Laake                  |             | 16              |
| Flächennaturdenkmale               | Erdeloch bei Mötzow            |             | 17              |
| Naturdenkmale                      | Stieleiche (Gortz)             |             | 18              |

Siehe auch die Liste der Naturdenkmale im Amt Beetzsee.

### Naturpark Westhavelland
Die Gemeinde Beetzseeheide ist über ihre gesamte Fläche Teil des sich entlang der Unteren Havel erstreckenden Naturparks Westhavelland. Dieser ist mit 1315 Quadratkilometern das größte Schutzgebiet in Brandenburg. Es umfasst eines der größten zusammenhängenden Feuchtgebiete des europäischen Binnenlandes und Mitteleuropas. Außerdem ist es das größte Rast- und Brutgebiet für Wat- und Wasservögel im Binnenland. Die Feuchtgebiete sind ebenfalls einige der größten Binnenrastplätze nordischer Zugvögel. Im Frühjahr rasten auf den Seen und flach überstauten Wiesen entlang der Havel tausende Gründel- und Tauchenten. Große Schwärme Watvögel suchen nach Nahrung, ehe sie in ihre nördliche und östliche Heimat weiterziehen. Teilweise finden die Vögel dort aber auch geeignete Brutgebiete. So beherbergen die Niederungen des Naturparks den bedeutendsten Anteil der stark gefährdeten und vom Aussterben bedrohten Wiesenbrüter Brandenburgs. Im Schutzgebiet nisten beispielsweise der Große Brachvogel, Kiebitze, Uferschnepfen, Rotschenkel, Bekassinen und Wachtelkönige. Es brüten bedrohte Entenarten wie die Löffelente, die Knäkente und die Schnatterente. Auch Spießenten sind dort noch heimisch. An Greifvögeln gibt es See- und Fischadler, Milane und Wiesenweihen. Der Kampfläufer ist das Wappentier des Naturparks Westhavelland. In den Herbstmonaten durchziehen Graugänse und Kraniche den Naturpark. Neben der Vielzahl von Vögeln leben am Beetzsee auch Biber und Fischotter.

### Naturschutzgebiet Marzahner Fenn und Dünenheide

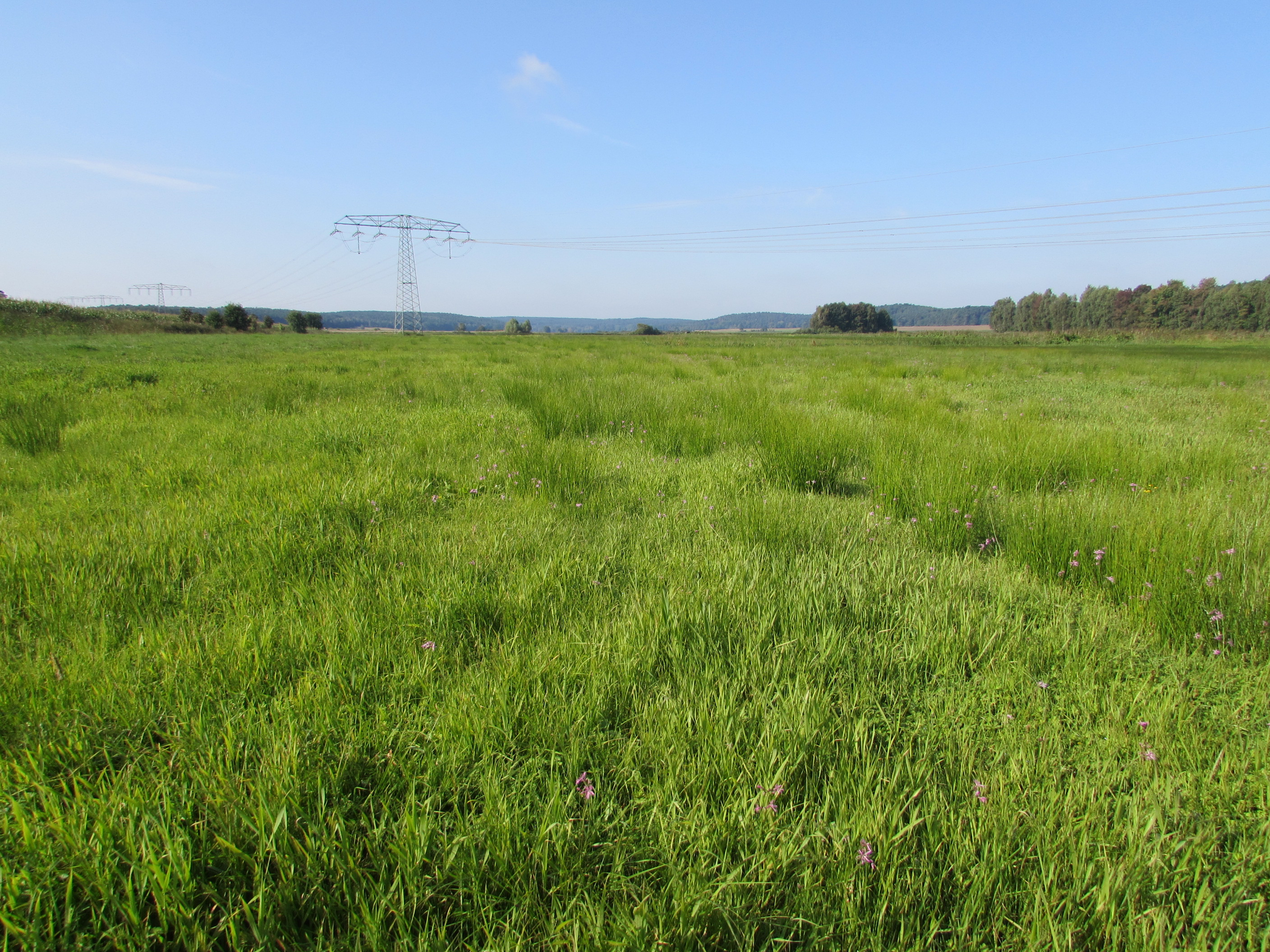
Blick im Marzahner Fenn nach Südwesten

Das Marzahner Fenn im Nordwesten Beetzseeheides ist Teil des Naturschutzgebietes Marzahner Fenn und Dünenheide. Dieses 725 Hektar große Naturschutzgebiet zeichnet sich durch einen engen räumlichen Bezug verschiedener Lebensräume aus. So gibt es naturnahe Erlen- und Kiefernwaldgesellschaften auf nährstoffarmen Standorten, Wasserflächen, leichte Höhenzüge mit nur extensiv genutzten Trockentälern, sogenannte Zwergstrauch- und Dünenheiden, kleine Niedermoore, Feucht- und Nasswiesen. Aufgrund der unterschiedlichen Lebensräume leben im Schutzgebiet eine Vielzahl von teilweise gefährdeten Pflanzen- sowie Vogel-, Reptilien- und Amphibienarten. Nach Angaben des Naturschutzbundes Deutschland gelten 78 der 156 im Marzahner Fenn und in der Dünenheide nachgewiesenen Wirbeltierarten als gefährdet. Das Gebiet stellt ein ökologisches Bindeglied zwischen dem Beetzsee und dem Riewendsee im Osten, der Havelniederung im Westen und dem Havelländischen Luch im Norden dar. Einige der im Naturschutzgebiet lebenden Tier- und Pflanzenarten sind Fischadler, Schreiadler, Baumfalke, Bekassine, Wachtel, Kranich, Raubwürger, Zauneidechse, Ringelnatter, Knoblauchkröte, Moorfrosch, Kammmolch, Blutweiderich und Tausendblatt. Das Naturschutzgebiet Marzahner Fenn und Dünenheide ist in seiner Gänze Teilgebiet des europäischen Vogelschutzgebietes (SPA-Gebiet) Mittlere Havelniederungen und im nördlichen Bereich Teilgebiet des FFH-Gebiets Weißes Fenn und Dünenheide. Es gehört zum europäischen Schutzgebietsnetz Natura 2000.

## Wirtschaft
In Beetzseeheide gibt es ausschließlich kleine Unternehmen und Handwerksbetriebe. Industriebetriebe siedelten sich seit dem Ende der Ziegeleien nicht wieder an. Die wichtigsten Wirtschaftszweige der Gemeinde sind der Tourismus und die Landwirtschaft.

### Tourismus

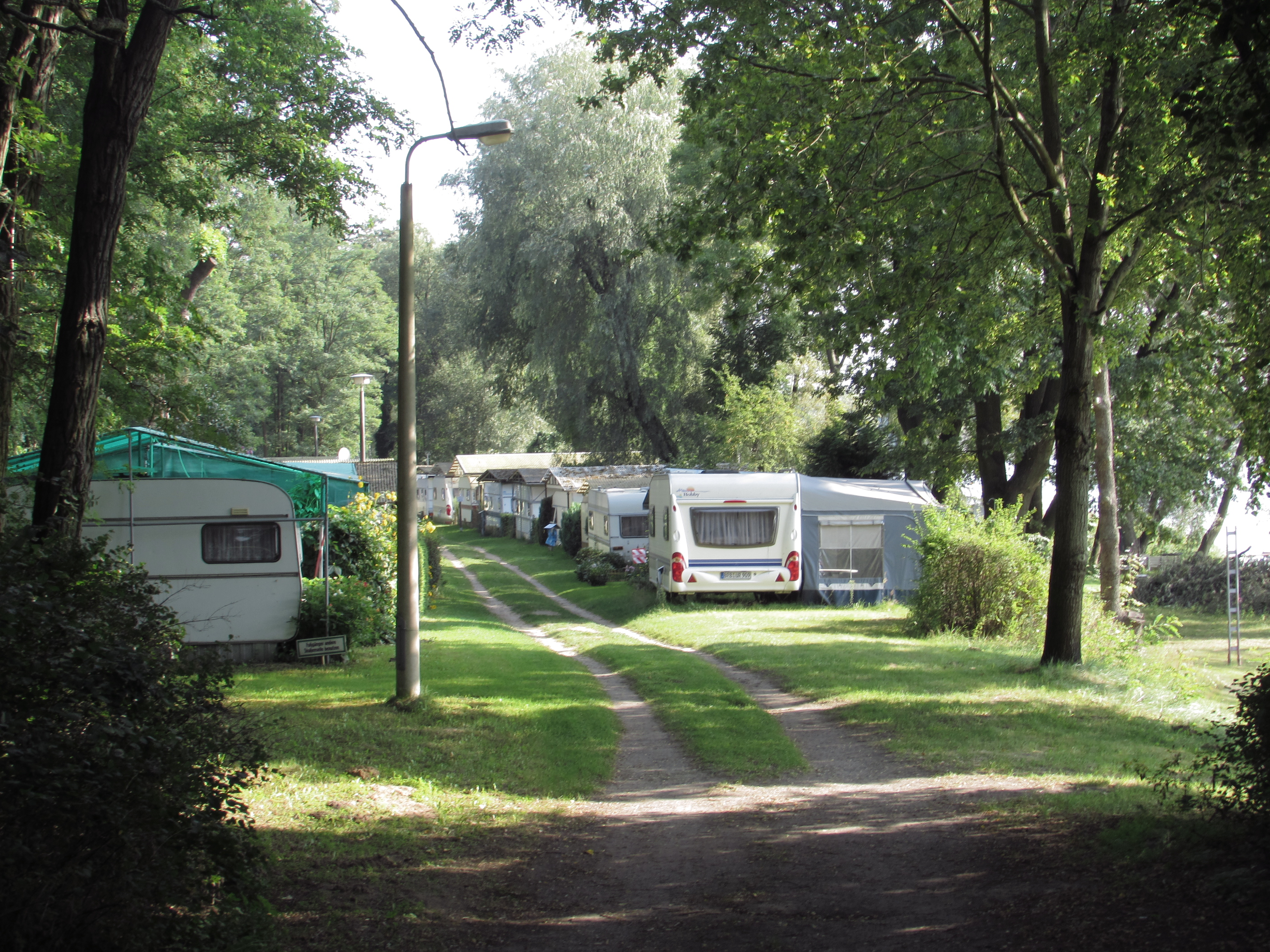
Campingplatz am Beetzsee in Butzow

Touristischer Hauptanziehungspunkt ist der Beetzsee, an dessen Ufern die Gemeinde liegt. Neben dem See und der umliegenden Natur mit Waldgebieten und Wiesen profitiert Beetzseeheide von der relativen Nähe zu den Städten Berlin, Potsdam und Brandenburg. Wie in den übrigen Anliegergemeinden des Beetzsees entwickelt sich vor allem der Natur-, Wasser und Wassersporttourismus immer stärker. So ist der See auf seiner gesamten Fläche Segel- und Motorbootrevier. Neben dem Beetzsee bestehen weitere Bademöglichkeiten in den vielen Tongrubenseen. Auch Wasserwanderungen aus Richtung der Unteren Havel entlang der Beetzsee-Riewendseekette sind bei Touristen beliebt. Seit einigen Jahren werden Fahrten und Urlaube in gemieteten führerscheinfreien Hausbooten auf dem Fluss und seinen angrenzenden Seen immer stärker angeboten und nachgefragt. Der Beetzsee und Beetzseeheide sind bei Eisfreiheit über die Havel und die mit ihr verbundenen Wasserstraßen mit privaten Booten ganzjährig erreichbar.
In den Orten gibt es mehrere Campingplätze, Ferienhausanlagen, Gästehäuser, Pensionen und Ausflugslokale direkt am Beetzsee. Hotelanlagen am See befinden sich in den Ortsteilen Radewege und Brielow der benachbarten Gemeinde Beetzsee und im Päwesiner Ortsteil Bollmannsruh etwa 500 Meter nordwestlich der Gemeindegrenze zu Beetzseeheide. Weitere Hotels gibt es beispielsweise in der Stadt Brandenburg. Viele Brandenburger haben ihre Wochenend- und Ferienhäuser in der Gemeinde. Seit mehreren Jahren berührt der Beetzsee-Havel-Radweg und der Storchenwanderweg die Gemeinde. Beide führen als Rundwege um den Beetzsee. Die Ferienregion Beetzsee ist eine der Urlaubsregionen Brandenburgs mit den höchsten Zuwachszahlen.

### Landwirtschaft

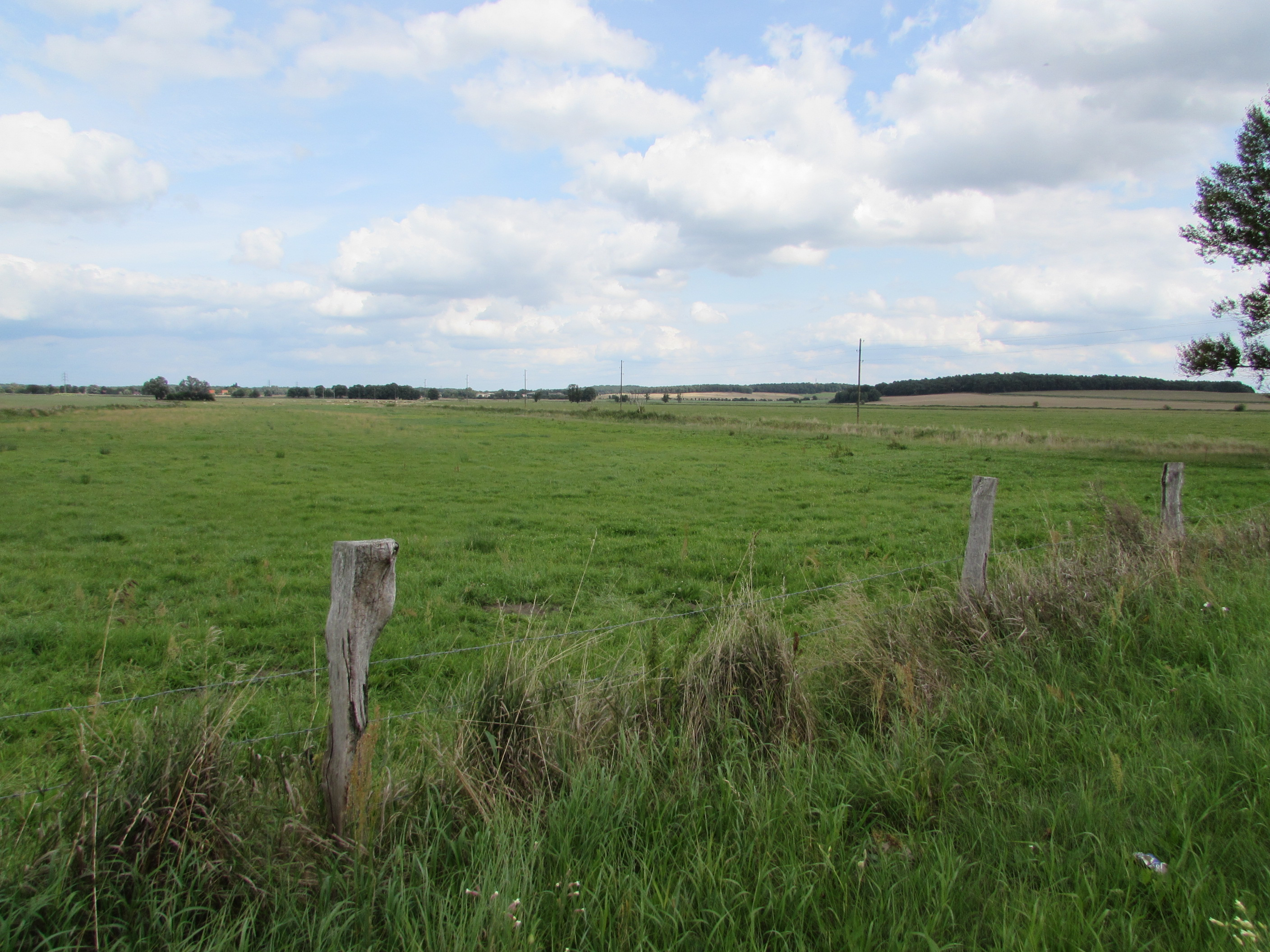
Die Flächen der Todtlaake

Neben dem Tourismus ist die Landwirtschaft ein bedeutender Wirtschaftsfaktor in der Gemeinde. 2443 Hektar und somit fast zwei Drittel der Flächen Beetzseeheides werden landwirtschaftlich genutzt. Zur Zeit der DDR waren die landwirtschaftlichen Betriebe Butzows, Ketzürs und Gortz in Landwirtschaftlichen Produktionsgenossenschaften (LPG) organisiert. Nach dem Ende der DDR wurden die Genossenschaften aufgelöst. Die Stallanlagen gingen in der Brielower Agrar GmbH auf, wurden jedoch relativ bald stillgelegt. Die landwirtschaftlichen Flächen wurden von den Eigentümern größtenteils verpachtet. Hauptanbaukulturen sind Weizen, Raps und Futtermittel. Da es in der Todtlaake mehrere Binnensalzstellen gibt, an denen salzhaltiges Wasser zutage tritt, gibt es in ihr vor allem Salzwiesen, die extensiv beweidete beziehungsweise gemähte werden. Die landwirtschaftlichen Flächen Mötzows, die nie Teil einer LPG waren, wurden 2001 verpachtet. Seitdem wird das Domstiftsgut als sogenannter Vielfrucht- und Erlebnishof mit teilweiser Direktvermarktung betrieben. Hauptanbaukulturen sind Heidelbeeren und Spargel. Um die Orte gibt es einige Streuobstwiesen, beispielsweise nördlich des Mühlenbergs bei Gortz. Das Obst wird unter anderem in einer Ketzürer Mosterei versaftet und vermarktet.

### Forstwirtschaft
Die Flächen im Norden der Gemeinde werden in erster Linie forstwirtschaftlich genutzt. Größtes Waldgebiet Beetzseeheides ist die Gortzer Heide, die nach Westen in die Ketzürer und die Butzower Heide übergeht. Daneben sind vor allem die Hügelkuppen und einige Ufergebiete bewaldet. Den weitaus größten Anteil der Wälder machen monokulturelle Kiefernforste aus. Am Übergang von der Gortzer zur Bagower Heide nach Nordwesten gibt es einen naturnahen Laubmischwald, der mit einem kleinen Anteil auf dem Gemeindegebiet Beetzseeheides liegt. Um die Tongrubenseen vor allem bei Mötzow haben sich teilweise wieder Bruchwälder bilden können. Laubholzforste gibt es nur mit einem geringen Anteil. In den letzten Jahren wird verstärkt von Kahlschlägen und monokulturellen Wiederaufforstungen abgesehen und stattdessen die Entwicklung naturnäherer Mischwälder vorangetrieben.

## Infrastruktur

### Verkehr

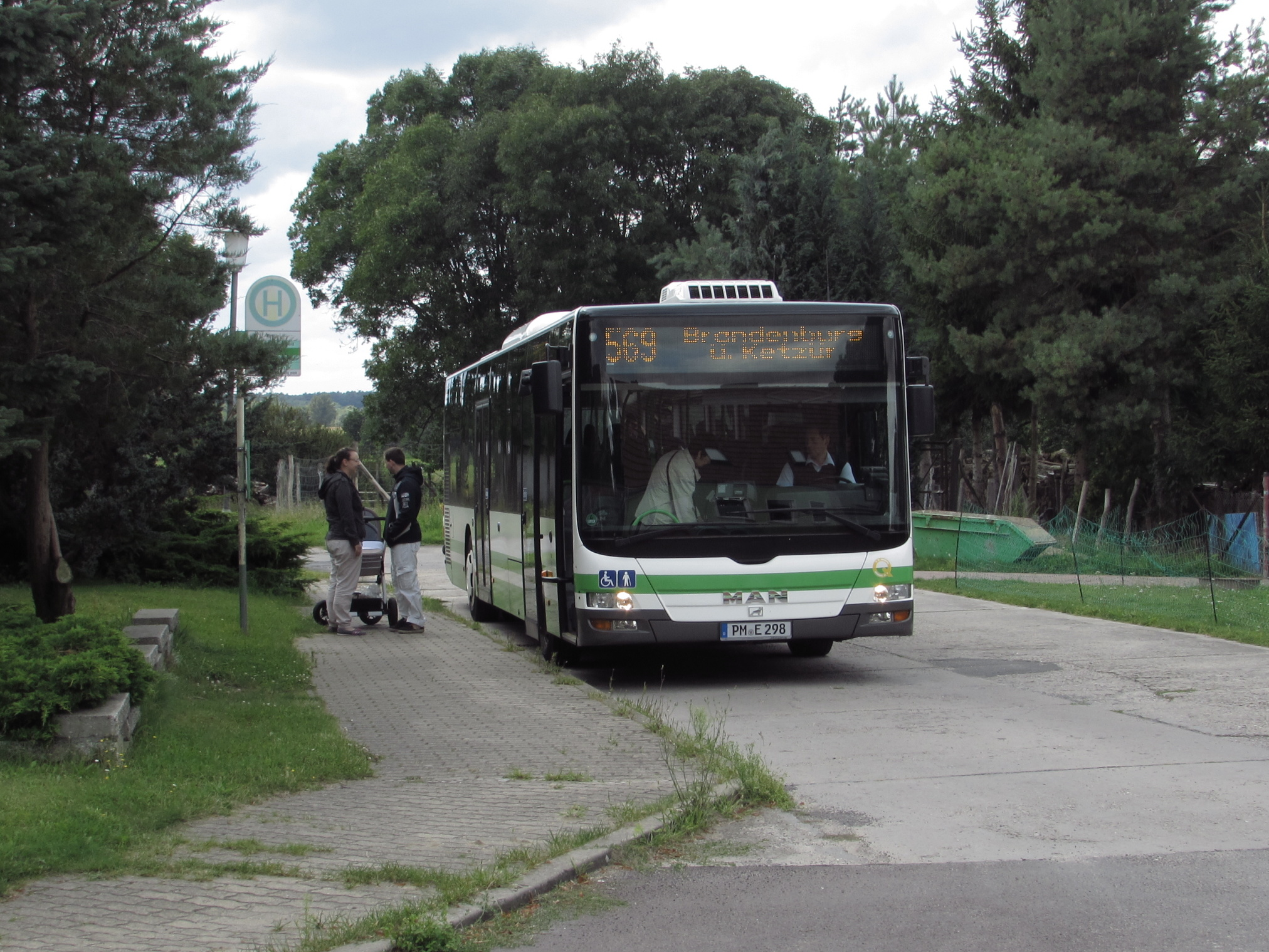
Bus der Linie 569 der Verkehrsgesellschaft Belzig an der Haltestelle Ketzür

Hauptachse des Straßenverkehrs ist die Landesstraße 911, die von Brandenburg an der Havel nach Barnewitz führt. Von Süden durchquert sie aus Brandenburg kommend Mötzow, wird mit der Pählbrücke über den Beetzsee und auf einer kurzen Strecke durch die Gemeinde Beetzsee geführt, durchquert Butzow, führt nördlich an Ketzür vorbei und durch das Dorf Gortz. Nördlich von Gortz verlässt die Landesstraße die Gemeinde nach Märkisch Luch. Nördlich von Mötzow, kurz vor der Pählbrücke, zweigt die Kreisstraße 6941 von der Landesstraße 911 ab. Sie führt in die Orte Grabow und Lünow in der Gemeinde Roskow. Eine weitere abzweigende Hauptstraße ist die Landesstraße 912. Von der 911 in Gortz führt sie in die Gemeinde Päwesin nach Bollmannsruh. Daneben gibt es kommunale und private Straßen.
Beetzseeheide liegt mit einigen Hafenanlagen an der Beetzsee-Riewendsee-Wasserstraße, einer Bundeswasserstraße. Bis zur Pählbrücke ist sie mit der Klasse IV ausgewiesen. Dies bedeutet, dass sogenannte Europaschiffe mit den Abmessungen 85 Meter Länge, 9,50 Meter Breite und 2,50 bis 3,00 Meter Tiefgang zugelassen sind. Der Beetzsee wird von solchen Schiffen jedoch nur im äußersten Süden auf kurzer Strecke zwischen der Schleuse Brandenburg und dem Silokanal befahren. Oberhalb der Pählbrücke ist die Wasserstraße eine sogenannte nicht klassifizierte Binnenwasserstraße. Während der See im Bereich der Gemeinde früher ein bedeutender Verkehrsweg für die Berufsschifffahrt war, hat sich dieses Bild mittlerweile vollständig gewandelt. Berufsschifffahrt in Form von Frachtschiffverkehr findet faktisch nicht mehr statt. Nur Wasserfahrzeuge für Reparatur- und Ausbesserungsarbeiten im Bereich der Wasserstraße und Fahrgastschiffe befahren neben der Freizeit- und Sportschifffahrt den See auf Höhe der Gemeinde. Bei Letzteren gab es im Gegensatz zur Berufsschifffahrt in den letzten Jahrzehnten einen sehr starken Zuwachs, sodass der See gerade in den Frühjahrs- und Sommermonaten viel befahren ist. Die Hafenanlagen umfassen mehrere Anleger für Motor- und Segelboote.
Mit der Einstellung des Verkehrs auf der durch Butzow und Ketzür führenden Strecke der Westhavelländischen Kreisbahnen in den 1960er Jahren und dem weitgehenden Rückbau des Gleises wurde das heutige Beetzseeheide vollständig vom deutschen Schienennetz abgekoppelt. Seit der Stilllegung ist der Busverkehr der einzige Träger des öffentlichen Nahverkehrs in der Gemeinde. Es gibt zwei regionale Busverbindungen der Verkehrsgesellschaft Belzig mbH (VGB) durch Beetzseeheide. Bedeutendste Linie ist die 569, die von Brandenburg nach Päwesin beziehungsweise Riewend über Butzow, Ketzür und Gortz führt. Sie wird an Wochentagen je Fahrtrichtung mindestens achtmal, an Schultagen auch häufiger bedient. Samstags verkehrt die Linie dreimal, sonntags zweimal je Richtung. Mötzow wird mit der Linie 552 angebunden. Diese verkehrt vorrangig im Schulverkehr zwischen Brandenburg, Mötzow, Lünow und Radewege.
Beetzseeheide liegt im Verkehrsverbund Berlin-Brandenburg und ist in dessen Tarifsystem integriert. So ist es möglich, im Nahverkehr mit verschiedenen Verkehrsträgern beispielsweise von den Städten Berlin, Potsdam oder Brandenburg mittels eines einzelnen Fahrscheins in die Gemeinde zu fahren.

### Bildung und öffentliche Einrichtungen

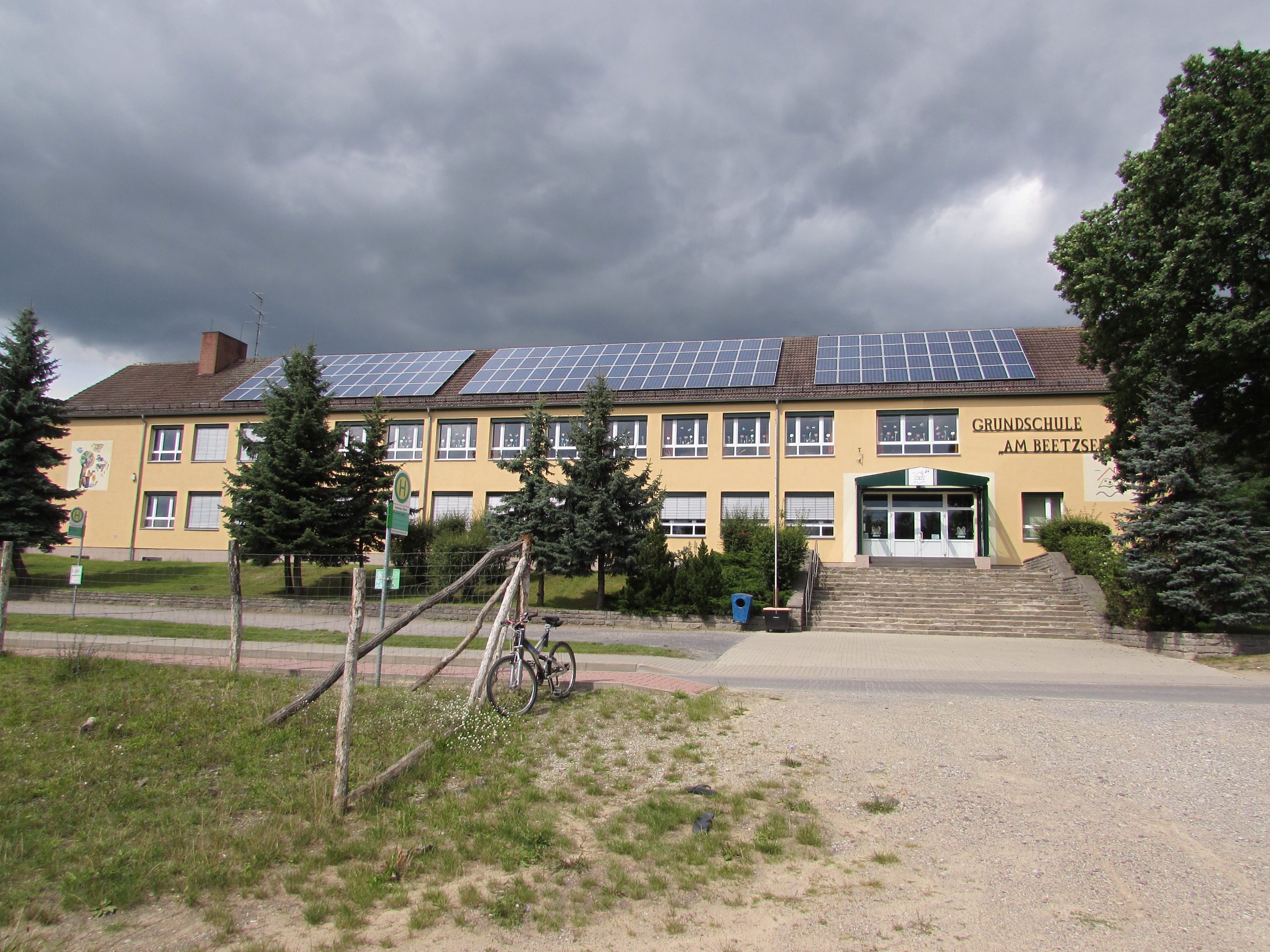
Grundschule „Am Beetzsee“ am Hasselberg

In Beetzseeheide gibt es keine Schulen. Zuständige Grundschule ist die nahe der Gemeindegrenze am Hasselberg gelegene Grundschule „Am Beetzsee“ in Radewege. In ihr werden primär die Schüler Beetzseeheides und Beetzsees bis zum Ende der sechsten Klasse unterrichtet. Die Radeweger Schule wurde am 1. Juni 1962 als Neubau eingeweiht und war bis 1991 eine zehnklassige Allgemeinbildende Polytechnische Oberschule. Von 1976 bis 1991 trug sie den Namen „Wladimir Iljitsch Lenin“. Anschließend wurde sie in eine Grundschule umgewandelt. Die nächstgelegenen weiterführenden Schulen befinden sich in der Stadt Brandenburg. Hochschulen in der Nähe sind die Medizinische Hochschule Brandenburg, die Technische Hochschule Brandenburg und die Universität Potsdam. Kindergärten gibt es in der Gemeinde Beetzsee in Radewege und in Brielow und in Brandenburg an der Havel.
Die Freiwillige Feuerwehr Beetzseeheide besteht aus den Freiwilligen Feuerwehren Butzow, Gortz und Ketzür. In allen drei Ortsteilen gibt es Feuerwehrhäuser mit Lösch- und Einsatzfahrzeugen. Die Gemeindevertretung führt ihre Sitzungen vorrangig im Gutshaus in Ketzür durch. Die zuständigen Behörden sind im Sitz des Amtes Beetzsee in der Chausseestraße 33 b in Brielow Ausbau angesiedelt. Dort befindet sich das Standesamt, das Bauamt, das Amt für Ordnung und Soziales und das Amt für zentrale Dienste und Finanzen.

### Medizinische Einrichtungen
In Beetzseeheide gibt es keine niedergelassenen Ärzte, Zahnärzte oder Physiotherapeuten. Die ambulante medizinische Versorgung findet in den Nachbarorten statt. In Brielow gibt es eine Allgemeinarzt-, eine Zahnarzt-, eine Kinderarzt- und eine physiotherapeutische Praxis, in Marzahne eine Physiotherapie, in Päwesin zwei Allgemeinmediziner, in Roskow einen Allgemein- und einen Zahnarzt. Weitere ärztliche, zahnärztliche und physiotherapeutische Praxen befinden sich in Brandenburg an der Havel. Die nächstgelegenen Krankenhäuser befinden sich ebenfalls in der Stadt Brandenburg. Das dortige Universitätsklinikum Brandenburg an der Havel dient als Krankenhaus der Schwerpunktversorgung. Das Sankt-Marien-Krankenhaus ist ein geriatrisches, die Asklepiosklinik ein neurologisches und psychiatrisches Spezialkrankenhaus und die Heliosklinik Hohenstücken eine neurologische Rehabilitationseinrichtung. Für den Rettungsdienst sind die Rettungswachen in Brandenburg und Bollmannsruh zuständig. Der nächstgelegene Standort eines Rettungshubschraubers befindet sich ebenfalls in der Stadt Brandenburg. In Ketzür gibt es ein kunsttherapeutisches Atelier.

### Medien
Die Tageszeitung mit der meistverkauften Auflage in Beetzseeheide ist die Märkische Allgemeine mit Sitz in Potsdam. Die für den Brandenburger Landkurier und somit die Nachrichten der Gemeinde zuständige Lokalredaktion hat ihren Sitz im benachbarten Brandenburg an der Havel. Daneben gibt es die beiden kostenlosen, über Anzeigen finanzierten Zeitungen Brandenburger Wochenblatt (BRAWO) und PreussenSpiegel, die regionale und lokale Nachrichten publizieren.

## Persönlichkeiten
- Heino von Broesigke (1525–1609), Rittergutbesitzer, Beamter und Kunstmäzen
- Willy Isensee (1898–nach 1946), Politiker der KPD und SED, Mitglied des Landtages Sachsen-Anhalt, in Gortz geboren
- Jean Wiersch (* 1963), Polizeibeamter und Schriftsteller, lebt in Ketzür